# Guerra civile in Afghanistan
La guerra civile afghana è un lungo conflitto civile, iniziato approssimativamente nel 1978 e tuttora in corso, che interessa il territorio dell'Afghanistan.
Il conflitto non ha mai avuto un andamento unitario, ma ha visto succedersi più fasi distinte (sebbene collegate tra loro) che hanno coinvolto di volta in volta attori diversi.

## Lo scoppio del conflitto e l'intervento sovietico (1978-1989)
Dopo la rivoluzione di Saur del 27 aprile 1978, il Partito Democratico Popolare dell'Afghanistan prese il potere a Kabul istituendo la Repubblica Democratica dell'Afghanistan (RDA) ma trovò la netta opposizione delle popolazioni rurali, fedeli ai principi tradizionali afghani ed islamici e contrarie alle idee del marxismo-leninismo, le quali diedero vita al movimento guerrigliero dei mujaheddin. L'estendersi della guerriglia e l'instabilità in cui cadde il paese provocò un primo intervento straniero nel conflitto: l'Unione Sovietica intervenne in aiuto al governo afghano nel Dicembre 1979 provocando però la recrudescenza del movimento guerrigliero ora sostenuto dagli aiuti e dall'appoggio di molti paesi come gli Stati Uniti, il Pakistan, l'Iran, la Cina e l'Arabia Saudita; grazie all'appoggio esterno i mujaheddin furono in grado di logorare le forze sovietiche fino a provocarne la ritirata nel febbraio del 1989. Priva dell'appoggio dell'URSS, la RDA fu in grado di resistere alle pressioni dei mujaheddin fino all'aprile del 1992, quando i guerriglieri conquistarono Kabul ed abbatterono il governo del PDPA.

## Il governo di Najibullah (1989-1992)
Nell'aprile 1988 i governi dell'Afghanistan e del Pakistan firmarono gli Accordi di Ginevra per porre fine al conflitto in corso dal 1978 tra il governo centrale appoggiato dai sovietici e i gruppi di resistenza islamista dei Mujaheddin, che ricevevano aiuti finanziari e di armamenti principalmente da Stati Uniti, Arabia Saudita e Pakistan. L'Unione Sovietica e gli Stati Uniti fungevano da potenze garanti. Negli accordi i due Stati si impegnavano, tra l'altro, a non interferire tra loro ed a rimpatriare i circa cinque milioni di profughi afghani dal Pakistan; inoltre, venne redatto un programma per il ritiro graduale delle truppe sovietiche di stanza nel paese dal 1979 entro il 15 febbraio 1989. Tuttavia, a parte il ritiro delle truppe, gli accordi non prevedevano ulteriori passi concreti per risolvere il conflitto tra il governo centrale e i guerriglieri; inoltre, i gruppi mujaheddin che non furono coinvolti nella stesura del trattato non riconobbero le disposizioni in esso previste, cosicché la guerra continuò anche dopo il ritiro delle truppe sovietiche.
L'Unione Sovietica iniziò il ritiro graduale in conformità con gli accordi a iniziare dal 15 maggio 1988; nel febbraio 1989 il personale militare sovietico era stato ritirato completamente dall'Afghanistan. Le truppe lasciarono un paese devastato: circa un milione di afgani erano morti nella guerra sovietico-afghana, quasi un milione e mezzo dei sopravvissuti erano stati gravemente e permanentemente feriti e sei milioni di persone erano fuggite dal paese. A seguito di attacchi sovietici diretti contro i rifornimenti di base della popolazione rurale, gran parte delle infrastrutture erano state distrutte e la produzione agricola era scesa a un terzo del livello prebellico.
Contrariamente alle aspettative di quasi tutti gli osservatori, dopo il ritiro delle truppe sovietiche il governo afghano di Muhammad Najibullah, che era militarmente da solo, non crollò, ma con il sostegno sovietico riuscì a resistere alla pressione dei guerriglieri per tre anni. Con il colpo di stato contro Gorbaciov nell'agosto 1991 e il crollo dell'Unione Sovietica terminarono gli aiuti sovietici e, poco dopo, avvenne anche il crollo del regime appoggiato dai sovietici a Kabul.

### La politica di Najibullah
Ex capo della famigerata polizia segreta afghana KHAD, Muhammad Najibullah fu nominato presidente dell'Afghanistan nel 1986 per succedere a Babrak Karmal; era un ghilzai pashtun e, come Karmal, apparteneva all'ala Partscham del Partito Democratico Popolare dell'Afghanistan, che era dominato da Kabulis di lingua persiana. I ranghi dei Partschamis furono epurati dai sostenitori di Karmal dopo il suo insediamento e Najibullah propagò la sua politica con lo slogan della "riconciliazione nazionale", che intendeva esprimere l'abbandono di una soluzione militare al conflitto e la fine del legame ideologico coll'Unione Sovietica. Il termine fu coniato da Michail Gorbačëv nel luglio 1986 e tradotto in persiano con Āschti-yi Milli (آشتی ملی).
In termini ideologici, Najibullah compì un'inversione di marcia con la sua politica dopo il ritiro delle truppe sovietiche: la retorica marxista-leninista fu completamente abbandonata a favore della propaganda nazionalista, che era specificamente diretta contro l'ingerenza pakistana sempre più impopolare e il wahhabismo arabo. La trasformazione sociale delle regioni rurali, in particolare le controverse riforme agrarie, fu completamente abbandonata. Najibullah cercò anche di legittimare il suo governo facendo riferimento all'Islam. La "Repubblica Democratica" fu ribattezzata "Repubblica dell'Afghanistan" e la Sharia islamica fu inserita nella costituzione. Nel giugno 1990, Najibullah fondò l'Hizb-i Watan (حزب وطن "Partito della Patria"), che funzionò come partito successore del Partito Democratico Popolare comunista.
Allo stesso tempo Najibullah attuò una liberalizzazione politica limitata: il sistema del partito unico fu ufficialmente abolito, fu emessa un'amnistia per i prigionieri politici e l'uso della tortura venne vietato. Ma sebbene anche il numero dei prigionieri politici e l'uso della tortura diminuirono nella pratica, non venne consentito un vero sistema pluralistico e multipartitico e continuarono le ondate di arresti. La soppressione dell'opposizione prese il posto del terrore preventivo di stato, e il politologo Barnett Rubin descrisse la politica di Najibullāh come una transizione da uno stato totalitario a un regime autoritario convenzionale.
Nonostante l'allontanamento dimostrativo di Najibullah dall'Unione Sovietica, il suo regime continuò a dipendere pesantemente dagli aiuti sovietici, che furono intensificati dopo il ritiro delle truppe. Kabul venne rifornita di beni civili e militari da un ponte aereo sovietico, e il volume dei rifornimenti raggiunse un valore di 14,2 miliardi di dollari nell'anno del ritiro.
In termini militari, dopo il ritiro sovietico Najibullah cercò di assicurare potere al suo regime concentrando le forze governative nelle città e nelle più importanti vie di comunicazione. Nel fare ciò, fece sempre più affidamento sulle milizie regionali semi-regolari, che furono utilizzate non solo per mettere in sicurezza le città ma anche per condurre le poche operazioni offensive. La milizia Jozjani di Rashid Dostum, con 30 000 uomini, svolse un ruolo centrale in questo e operò efficacemente contro i ribelli in tutto il paese. In totale, la milizia nel 1990 comprendeva circa 50 000-70 000 uomini, circa il doppio della forza dell'esercito afghano. La pressione militare sulle aree rurali detenute dai mujaheddin fu in gran parte rimossa, e il regime cercò di concludere accordi non ufficiali di cessate il fuoco con i comandanti locali.

### Stabilizzazione militare

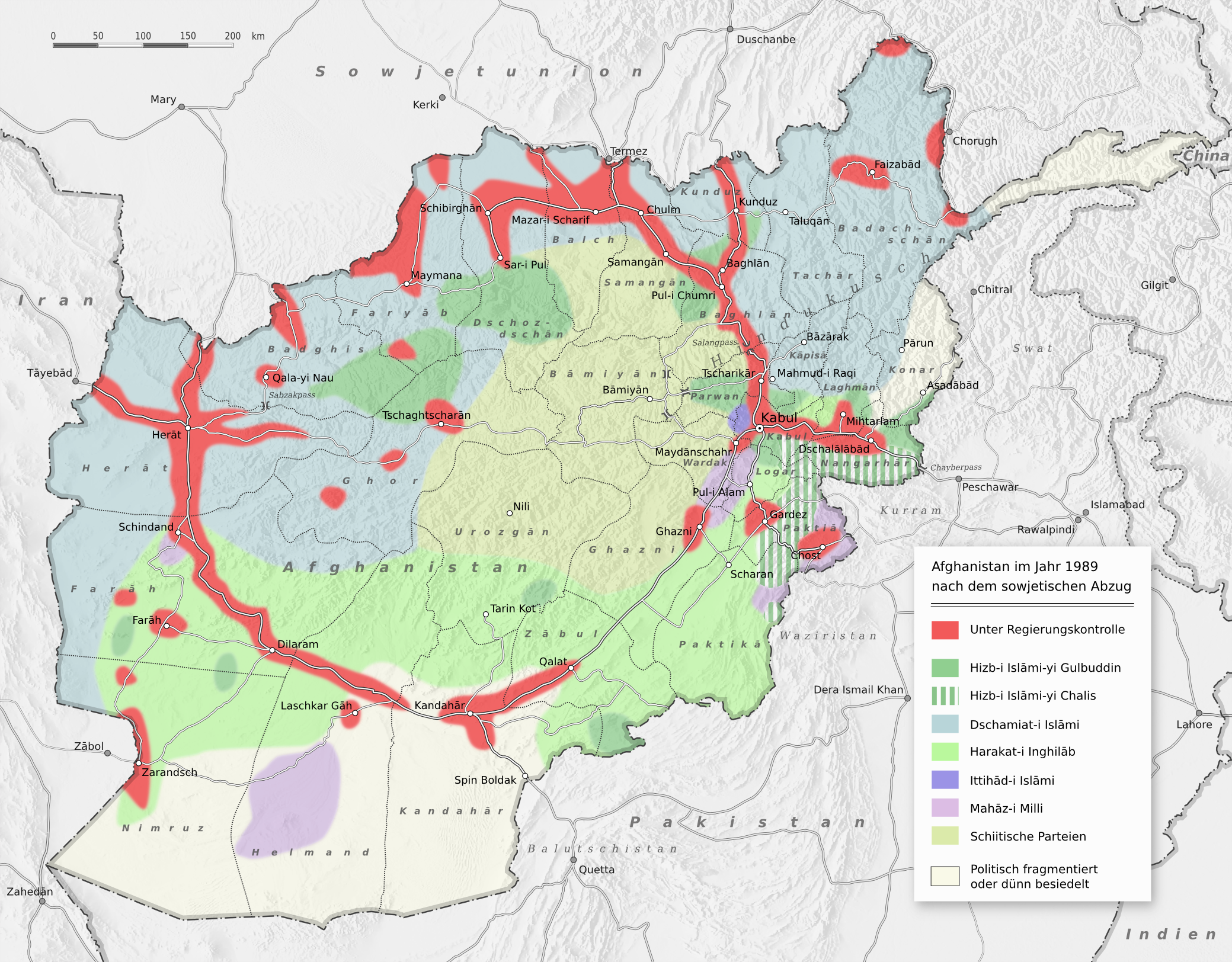
Aree rimaste sotto il controllo del governo centrale dopo il ritiro delle truppe sovietiche nel 1989

Il tumulto dei gruppi di resistenza contro le posizioni del governo iniziò già con il ritiro sovietico; il morale dei guerriglieri era alto data la loro storica vittoria e il Pakistan aumentò considerevolmente i suoi rifornimenti di armi. Nell'estate del 1988 numerose sedi governative caddero, e dopo il completamento del ritiro sovietico il governo controllava solo i centri urbani del paese e le strade che li collegavano; tutte le regioni rurali e sei intere province erano nelle mani dei mujaheddin. Durante il governo di Najibullah, il potere statale divenne regionalizzato, ponendo fine al dominio centenario di Kabul sull'intero Afghanistan.
Le tensioni tra le due ali del Partito popolare emersero di nuovo nel marzo 1990, quando Najibullāh riuscì a respingere un tentativo di colpo di stato dell'ala Chalq del Partito popolare guidato dal ministro della Difesa Schahnawaz Tanai. Il colpo di stato era stato sostenuto da Gulbuddin Hikmatyār, leader del partito dei mujaheddin Hizb-i Islāmi-yi Gulbuddin; dall'inizio dell'anno, il pashtun Hikmatyār mantenne un collegamento, presumibilmente mediato dal servizio segreto pachistano ISI, con l'ala Chalq del governo, anch'essa di influenza pashtun.
Ma nonostante i successi militari e le tensioni all'interno del regime, i guerriglieri non riuscirono a minacciare seriamente le roccaforti del governo. Si profilava una situazione di stallo: i mujaheddin non avevano la capacità di pianificazione e i mezzi militari per svolgere operazioni militari su larga scala, e sebbene avessero continuato a ricevere rifornimenti di armi americane questi erano stati drasticamente ridotti dalla metà del 1988 e non erano per nulla vicini all'entità del sostegno dato al governo centrale dall'Unione Sovietica.
In questa situazione la città di Jalalabad a est di Kabul divenne l'obiettivo principale, soprattutto per i militari pakistani. Il Pakistan vide nella conquista di Jalālābād la chiave della caduta della capitale afghana, che avrebbe dovuto consentire ai sostenitori di Hikmatyār, favoriti da Islamabad, di prendere il potere. Il governo di Kabul inviò 15 000 soldati a Jalalabad per proteggere la città. Il 6 marzo 1989 circa 10 000 combattenti dell'Hizb-i Islāmi-yi Chalis e del Mahāz-i Milli sotto la direzione dell'ISI iniziarono l'offensiva sulla città: il governo riuscì a respingere l'attacco attraverso un efficace supporto aereo e linee di rifornimento funzionanti da Kabul; il massacro delle truppe governative da parte dei combattenti Khalis rafforzò la resistenza dei difensori della città. Le vittime dei combattenti mujaheddin nella battaglia di Jalalabad furono stimate in diverse migliaia, e questo primo successo militare del solo esercito governativo fu una battuta d'arresto decisiva per i guerriglieri. Gli Stati Uniti, cautamente, presero le distanze dalle fazioni che in precedenza avevano sostenuto e continuarono a ridurre i rifornimenti di armi; anche all'interno dei mujaheddin sorsero per la prima volta dubbi circa una vittoria militare sulle truppe governative.

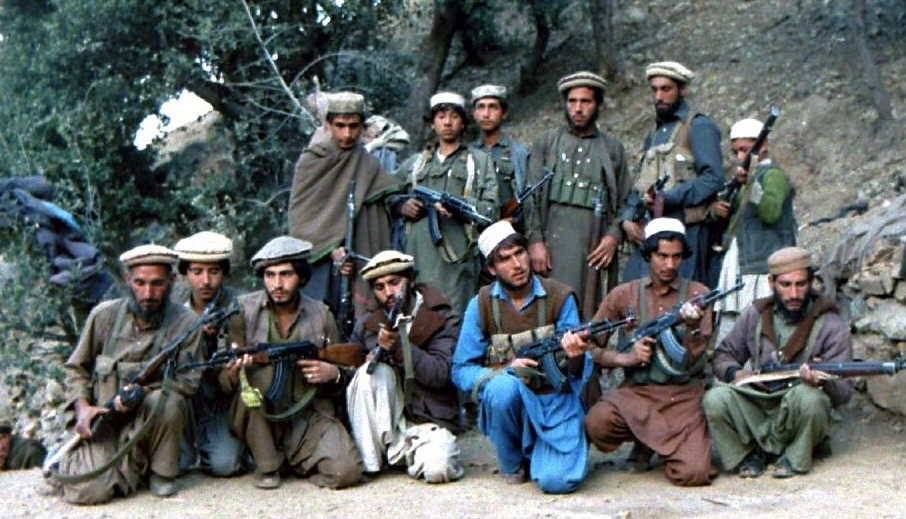
Membri dell'Hizb-i Islāmi-yi Chalis nell'ottobre 1987: Hizb e Mahāz-i Melli hanno condotto nel marzo 1989 la più grande offensiva contro il governo centrale fino ad allora.

Il governo ottenne un altro importante successo militare, questa volta all'offensiva, con la presa della città di Paghmān, una decina di chilometri a ovest di Kabul. Paghmān era sotto il controllo dei mujaheddin dal 1985 e fu da loro espansa in una fortezza posta in una posizione strategicamente importante per gli attacchi alla capitale. Raschid Dostum guidò le operazioni decisive nella conquista della città.
Secondo fonti del governo afghano, all'inizio del 1990 dal 70% all'80% dei gruppi di resistenza avevano smesso di combattere, una tendenza supportata anche dai rapporti dell'intelligence internazionale che ipotizzarono una diminuzione del numero di combattenti attivi da 85 000 a 50 000. In questo giocò un ruolo importante il fatto che, agli occhi di molti combattenti, la jihad si era conclusa con il ritiro delle truppe sovietiche e i litigiosi leader mujaheddin non riuscirono a concordare un'alternativa credibile al governo di Najibullah. Tuttavia, il governo non riuscì ad espandere in modo significativo il proprio controllo territoriale o a firmare accordi formali con importanti leader degli insorti.

### Crollo del governo centrale
La posizione indebolita dell'Unione Sovietica dopo il tentato golpe di Mosca e la distensione tra le due superpotenze permisero per la prima volta di realizzare una fondamentale convergenza di posizioni sul conflitto in Afghanistan. Nel settembre 1991 l'Unione Sovietica e gli Stati Uniti firmarono un accordo per porre fine alle consegne di armi a tutte le parti coinvolte nella guerra civile afghana entro la fine dell'anno; inoltre l'Unione Sovietica si allontanò dalla sua precedente richiesta di un ruolo centrale di Najibullāh in un governo di transizione e cedette alla richiesta statunitense di libere elezioni che coinvolgessero i gruppi di opposizione. In cambio il governo statunitense accettò che Najibullah rimanesse al potere fino alla formazione di un governo di transizione; un ruolo centrale in questa scelta fu dovuto al disincanto con cui gli statunitensi guardavano ora ai partiti islamisti radicali prima sostenuti, in particolare l'Hizb-i Islāmi di Gulbuddin Hikmatyār e l'Ittihād-i Islāmi di Abdul Rasul Sayyaf che durante la Guerra del Golfo avevano sostenuto l'invasione irachena del Kuwait.

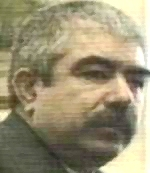
Raschid Dostum nel 2002: la ribellione di Dostum nel gennaio 1992 ha innescato il crollo del governo centrale

Nel frattempo le Nazioni Unite elaborarono varie proposte di compromesso per indurre i partiti mujaheddin e le sezioni non comuniste del governo a lavorare insieme in un governo ad interim; tuttavia, i piani per formare un governo di transizione divennero obsoleti quando lo Stato che tale compagine avrebbe dovuto governare crollò improvvisamente. Quando l'Unione Sovietica cessò il suo sostegno militare e anche i rifornimenti di cibo e carburante come concordato alla fine del 1991, ciò portò rapidamente al crollo del governo di Najibullah: lo Stato da lui guidato era in definitiva poco più di una rete di leader antagonisti tenuti insieme solo dalla ridistribuzione degli aiuti sovietici da parte di Najibullāh.
Il declino del regime di Najibullah fu dovuto a vari fattori. Per prima cosa, l'Hizb-i Watan era in crisi ideologica: molti ex membri del Partito popolare non si convertirono al partito di nuova formazione, poiché le politiche di Najibullāh basate sul nazionalismo afghano trovavano scarso sostegno in un paese multietnico senza la possibilità di indicare un nemico esterno credibile. Inoltre Najibullah non fece che timidi tentativi di ricostruire l'economia afghana in rovina per consentire al paese un livello minimo di autosufficienza. Le opportunità di reclutamento relativamente redditizie offerte sia dai mujaheddin che dalle milizie governative e l'esplosione della corruzione fecero sì che la maggior parte degli afghani avesse pochi incentivi a tornare al lavoro civile, una situazione che lo stesso Najibullah aveva esacerbato attraverso il suo sostegno alle milizie semi-autonome.
In definitiva, il fattore decisivo per il crollo fu la massiccia dipendenza dagli aiuti sovietici, che si ridussero già nel 1990 e vennero totalmente meno dopo il tentato golpe di Mosca. Gli ampi problemi di approvvigionamento che ne derivarono resero difficile ai quadri del partito, e specialmente alle influenti milizie regionali, di legarsi al governo e si rifletterono in sconfitte militari anche prima del crollo finale. Per il governo la peggiore battuta d'arresto dalla relativa stabilizzazione all'inizio del 1990 fu la perdita della città di Khowst nell'aprile 1991, quando intere guarnigioni disertarono o defezionarono a favore dei mujaheddin. Le tensioni crebbero anche all'interno del regime.
La causa immediata del crollo fu la rivolta dei capi delle milizie del nord, che non avevano più bisogno di Najibullāh come intermediario e si allearono con i partiti mujaheddin regionali. I collegamenti di Kabul con il nord del Paese, assicurati dalle milizie regionali, erano particolarmente critici per la sopravvivenza del regime. Poiché Najibullah non poteva più legare a sé queste milizie distribuendo aiuti sovietici, cercò di mettere personalmente alla loro testa gli ufficiali pashtun dell'esercito regolare a lui fedeli, ma quando nel gennaio 1992 il generale tagiko Abdul Mumin nella provincia di Balkh si rifiutò di cedere il suo comando a un pashtun, Rashid Dostum colse l'occasione per guidare una ribellione della guarnigione di Mazar-i Sharif, alla quale si unirono rapidamente altre milizie nel nord-ovest. Insieme a Moomin e ad altri capi delle milizie uzbeke e ismailite, Dostum fondò un nuovo partito, il Junbish-i Milli-yi Islāmi (in arabo جنبش ملی اسلامی‎?, Associazione Nazionale Islamica). La ribellione di Dostum fu sostenuta anche da membri dell'ala Partscham del governo, che voleva impedire un controllo pashtun del nord voluto da Najibullah.
I Partschamis e i capi delle milizie settentrionali si allearono con il Jamiat-i Islāmi di Burhānuddin Rabbani e Ahmad Schāh Massoud, e con l'Hizb-i Wahdat degli sciiti Hazara; Massoud, che come leader popolare della resistenza contro l'Unione Sovietica aveva la più grande reputazione tra la popolazione, divenne portavoce dell'alleanza, ma militarmente a dominare erano le milizie di Dostum, che comprendevano oltre 40 000 uomini. Il 18 marzo 1992 l'alleanza prese il controllo di Mazar-i Sharif senza combattere, e anche altre località del nord caddero dopo battaglie relativamente piccole. Najibullah annunciò lo stesso giorno che si sarebbe dimesso non appena si fosse formato un governo neutrale; il 24 marzo 1992 l'Hizb-i Watan si sciolse e singoli funzionari del partito presero il potere. A Kabul, membri dell'ala Partscham guidata dal ministro degli Esteri Abdul Wakil, cugino di Babrak Karmal, presero il controllo della città.

### In lotta per Kabul

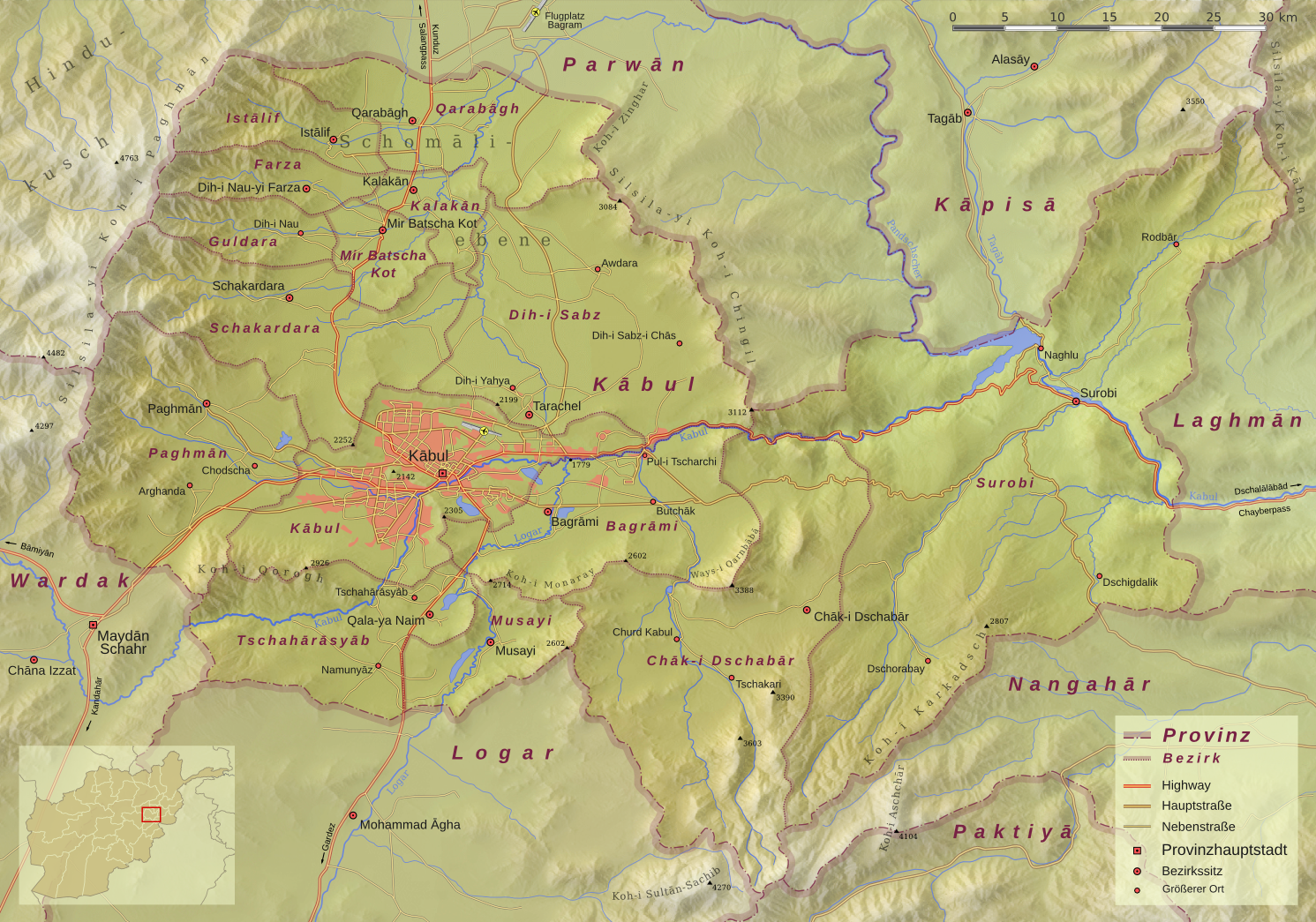
Mappa topografica della provincia di Kabul: la provincia è diventata il luogo della maggior parte dei combattimenti tra partiti rivali dopo il crollo del governo centrale appoggiato dai sovietici.

Quando il governo centrale iniziò a disgregarsi, i partiti rivali iniziarono la lotta per Kabul. Mentre Dostum portava il nord del paese sotto il suo controllo, le truppe di Massoud avanzarono da nordest su Kabul e occuparono gli aeroporti vicino a Bagrām praticamente senza combattere. In precedenza, i Partschami, alleati di Dostum e Massoud, sotto la guida del fratello di Karmal, Mahmud Baryalai, avevano occupato l'aeroporto di Kabul e avevano inviato truppe Junbish nella capitale. Allo stesso tempo, le truppe di Hikmatyār avanzarono da sud su Kabul e presero posizione alle porte della capitale. Quando Najibullah il 15 aprile cercò di fuggire in India le forze di Baryalai gli impedirono di lasciare il Paese, e l'ex presidente cercò rifugio presso la sede locale delle Nazioni Unite. I ribelli di Partschami denunciarono Najibullah come dittatore e chiesero a Massoud di entrare a Kabul come nuovo capo di stato: speravano di poter strumentalizzare l'eroe nazionale Massoud come una figura simbolica che dipendeva da loro.
Massoud era consapevole, tuttavia, che i pashtun, sia all'interno dei mujaheddin che tra i quadri governativi, temevano una presa di potere da parte dell'Alleanza del Nord e la loro conseguente emarginazione; questa paura fu strumentalizzata da Hikmatyār per i propri fini. Massoud vedeva quindi un governo da lui guidato senza la partecipazione pashtun destinato al fallimento, e invitò i leader divisi dei partiti mujaheddin a Peshawar, in Pakistan, a formare un governo di transizione congiunto. Fece anche transennare la capitale dall'esterno per impedire l'infiltrazione di combattenti dei vari partiti. Massoud era in costante contatto con i capi delle milizie pashtun, ai quali assicurò che non avrebbe preso il potere unilateralmente; tuttavia, i pashtun dell'esercito governativo, per lo più membri dell'ala Chalq, introdussero clandestinamente combattenti islamici Hizb-i disarmati nella città e li dotarono di armi tratte dai depositi governativi.
Al fine di prevenire un imminente colpo di stato da parte di Hikmatyārs Hizb, Massoud lasciò finalmente alle sue truppe di invadere Kabul il 25 aprile; inoltre i Partchamis non pashtun armarono gli sciiti che vivevano a Kabul con il sostegno dell'ambasciata iraniana. Le forze di Dostum, Massoud e dello sciita Hizb-i Wahdat cacciarono dalla città le forze pashtun Hizb-Chalq dopo pesanti combattimenti; i combattenti pashtun sconfitti sfondarono l'anello di sicurezza di Massoud intorno alla capitale e altri mujaheddin si riversarono in città, erigendo posti di blocco e iniziando a saccheggiare.

### Politica di altri stati
Il conflitto in Afghanistan, passato in secondo piano dopo gli sconvolgimenti conseguenti al crollo del blocco orientale a partire dal 1989, scomparve completamente dalla scena politica mondiale dopo la caduta del governo di Najibullah. Gli Stati Uniti dimezzarono il loro aiuto militare da 600 milioni di dollari a metà degli anni 1980 a 280 milioni di dollari dopo il ritiro sovietico, e lo interruppero completamente nel 1992. Politicamente gli Stati Uniti, come gli altri Stati occidentali dal 1992 in poi, in gran parte si astennero da qualsiasi grande influenza sul paese. Se l'Occidente sosteneva all'unanimità gli appelli delle Nazioni Unite per porre fine ai combattimenti, non fu tuttavia intrapresa alcuna azione concreta in tal senso e anche i programmi di aiuto dell'ONU ricevettero relativamente poche risorse finanziarie. Ahmed Rashid descrisse nel 2001 la politica degli Stati Uniti dopo il ritiro sovietico come una fuga dal conflitto afghano, una fuga dopo la vittoria dei mujaheddin nel 1992.
Il ritiro delle superpotenze diede agli Stati regionali mano libera per influenzare il conflitto a loro vantaggio. La guerra civile assunse nuovamente la forma di una guerra per procura: Dostum fu sostenuto dall'Uzbekistan, l'Hizb-i Wahdat dall'Iran, il Jamiat ricevette aiuti principalmente dall'India e dall'Iran, l'Hizb-i Islāmidi Hikmatyār e successivamente i talebani agirono come rappresentanti del Pakistan. Il Pakistan compì di gran lunga i più estesi tentativi di controllare lo sviluppo dell'Afghanistan: la politica pakistana mirava a stabilire un governo centrale influenzato dai pashtun sotto il controllo pachistano al fine di acquisire profondità strategica nei confronti dell'India. Gulbuddin Hikmatyār ricevette la maggior parte degli aiuti finanziari e militari incanalati attraverso i canali pachistani, nonostante lo scarso sostegno alle sue politiche islamiche radicali tra la popolazione afghana.
Le relazioni tra le potenze regionali e i gruppi sostenuti in Afghanistan furono modellate dalla reciproca strumentalizzazione; nessuno dei partiti afghani era effettivamente controllato dall'esterno. I vari Stati perseguivano interessi particolari divergenti nelle loro politiche e, invece di spingere le parti che sostenevano verso una soluzione pacifica, spesso esercitavano un'influenza che favoreggiava il conflitto. In particolare, vi fu una polarizzazione tra l'Iran sciita da un lato e gli Stati di influenza sunnita come Pakistan e Arabia Saudita dall'altro, che esacerbò ulteriormente la situazione.

## Il governo dei Mujaheddin (1992-1996)

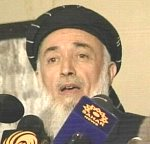
Burhanuddin Rabbani è stato presidente dello Stato Islamico dell'Afghanistan dal 1992 al 2001.

Mentre si svolgevano i combattimenti a Kabul, i leader dei mujaheddin a Peshawar, in Pakistan, annunciarono il 26 aprile di aver raggiunto un accordo. I trattati chiamati "accordi di Peshawar" furono firmati dai leader di tutte le parti principali del conflitto, e progettavano di istituire un governo di transizione guidato da Sibghatullāh Mujaddidi come presidente in carica; Mujaddidi era stato scelto come candidato di compromesso perché il partito Jabha-yi Nijāt da lui guidato aveva poca influenza. Il Ministero della Difesa andò al Jamiat, che corrispondeva alla forte posizione delle truppe di Massoud dello Shurā-yi Nizār nella capitale; la carica di primo ministro andò a Hikmatyār, e il ministero degli esteri a Gailanis Nahzat-i Hambastagi. Dopo sei mesi un consiglio, la Shura-yi ahl-i hal wa aqd (in persiano شوراى اهل حل و عقد‎), si riunì per decidere su un nuovo governo ad interim, che avrebbe dovuto poi aprire la strada alle elezioni generali. Il concetto di shurā era basato sul termine legale islamico Ahl al-hall wal-'aqd (in arabo أهل الحل والعقد‎?), che era poco conosciuto in Afghanistan.

### Proclamazione dello Stato Islamico dell'Afghanistan
Il governo di transizione si riunì il 28 aprile entrando a Kabul dal Pakistan e, in mezzo ai combattimenti ancora in corso nella città, proclamò la nascita dello Stato islamico dell'Afghanistan. Lo stesso giorno, il Pakistan stabilì relazioni diplomatiche con il nuovo governo, seguito solo poco dopo dagli Stati della Comunità Europea e dagli Stati Uniti. Tuttavia, la nuova entità difficilmente soddisfaceva le caratteristiche di uno Stato sovrano: nella capitale c'era il caos e il governo non aveva entrate; gli aiuti dall'estero erano quasi del tutto cessati e tutte le dogane, che tradizionalmente erano state la principale fonte di reddito per lo Stato afghano, erano nelle mani delle shurā locali che non pagavano le tasse alla capitale. Un incarico ministeriale non significava alcun controllo sul potere istituzionale interessato.
L'istituzione dello Stato Islamico dell'Afghanistan fu un accordo d'élite in cui vari leader agirono non solo per conto del loro partito, ma efficacemente come rappresentanti di interi gruppi etnolinguistici. Il piano graduale concordato nell'accordo di Peshawar presumeva quindi che tutti i leader coinvolti lavorassero insieme, ma la sfiducia tra i leader mujaheddin e in particolare tra Massoud e Hikmatyār, l'escalation dell'influenza dei poteri regionali e la mancanza di uno Stato funzionante portarono al fallimento di tale intesa. Già nella primavera del 1992 vi furono scontri a Kabul tra lo sciita Hizb-i Wahdat e l'antisciita radicale Ittihād-i Islāmi; ancora più grave fu l'opposizione di Hikmatyār, che rifiutò di assumere la carica di primo ministro e invece denunciò il governo, in particolare il suo sostegno a Dostum, come comunista. Ad agosto le forze di Hikmatyār iniziarono a lanciare razzi contro Kabul dalle loro posizioni nel sud della città.
Dopo la caduta di Kabul non vi furono grandi purghe o vendette contro i sostenitori del governo rovesciato, tuttavia la salita al potere dei mujaheddin significò per la maggior parte degli abitanti di Kabul, specialmente per l'élite istruita, la fine del loro stile di vita urbano e moderno: tutti i partiti rivali, con l'eccezione dello Junbisch di Dostum, erano islamisti e applicavano le leggi islamiste a vari livelli. Ciò includeva l'introduzione della Sharia e la restrizione dei diritti delle donne.

### Battaglia per la capitale

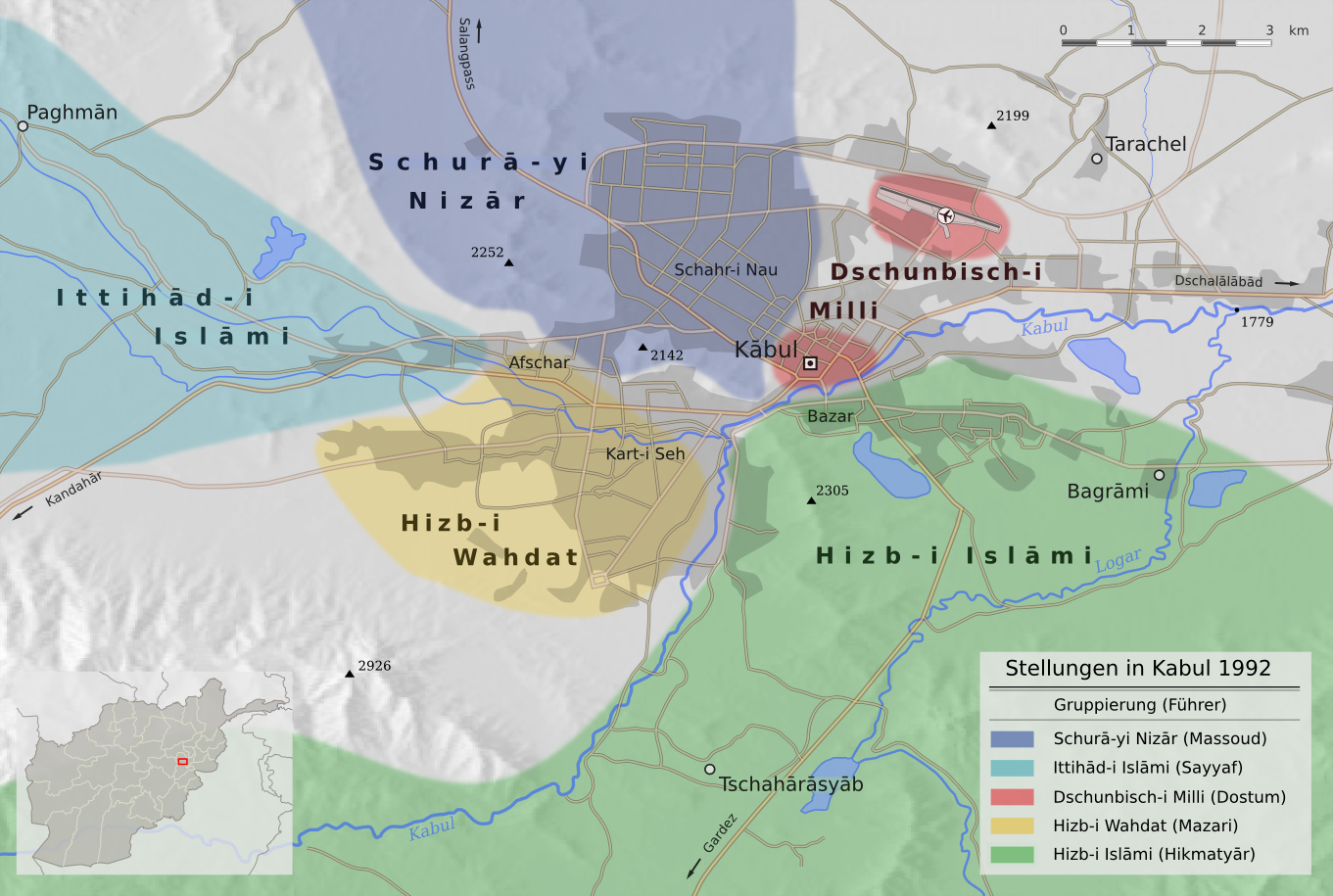
Posizioni a Kabul nel maggio 1992 dopo il crollo del governo di Najibullah

Fino a quando i talebani non conquistarono la città nell'autunno del 1996, il controllo della capitale fu il principale obiettivo militare e politico dei partiti rivali: la maggior parte dei combattimenti si svolse quindi a Kabul e nelle immediate vicinanze. La capitale, già duramente colpita dai combattimenti nella guerra sovietico-afgana, finì in gran parte distrutta: tra il 1992 e il 1996, fino a 50 000 persone furono uccise e circa 150 000 ferite in bombardamenti di artiglieria, scaramucce e massacri mirati. La maggior parte fu vittima del bombardamento casuale di aree residenziali da parte delle forze di Hikmatyar. Della popolazione di Kabul, stimata all'epoca intorno ai due milioni, un quarto fuggì dalla città nei mesi successivi alla conquista da parte dei mujaheddin, e alla fine del 1994 era diminuita di circa 500 000 unità.
Dopo il crollo del vecchio regime, sei gruppi riuscirono a stabilire una presenza a Kabul o nei dintorni: Massoud, giunto in città il giorno dopo la proclamazione dello Stato Islamico, occupò con le truppe della sua Shurā-yi Nizār la parte nord di Kabul e il centro della città con la maggior parte degli edifici governativi. Le forze convogliate da Dostum e dal Junbisch-i Milli continuarono a controllare l'aeroporto e alcuni ministeri. Gli Harakat-i Inghilāb governarono la strada per Jalalabad, ma non intervennero negli eventi della capitale. L'Ittihād-i Islāmi sotto Abdul Rasul Sayyaf si stabilì nel distretto di Paghmān nella parte occidentale di Kabul, la casa del suo fondatore, mentre l'Hizb-i Wahdat controllava i distretti a ovest del centro della città con una più ampia comunità sciita. Gli Hizb-i Islāmi di Hikmatyār, che erano stati cacciati dall'area urbana, stabilirono il loro quartier generale a Tschahār Asyāb nel sud di Kabul e presero posizione lungo un ampio arco nella periferia sud della capitale.

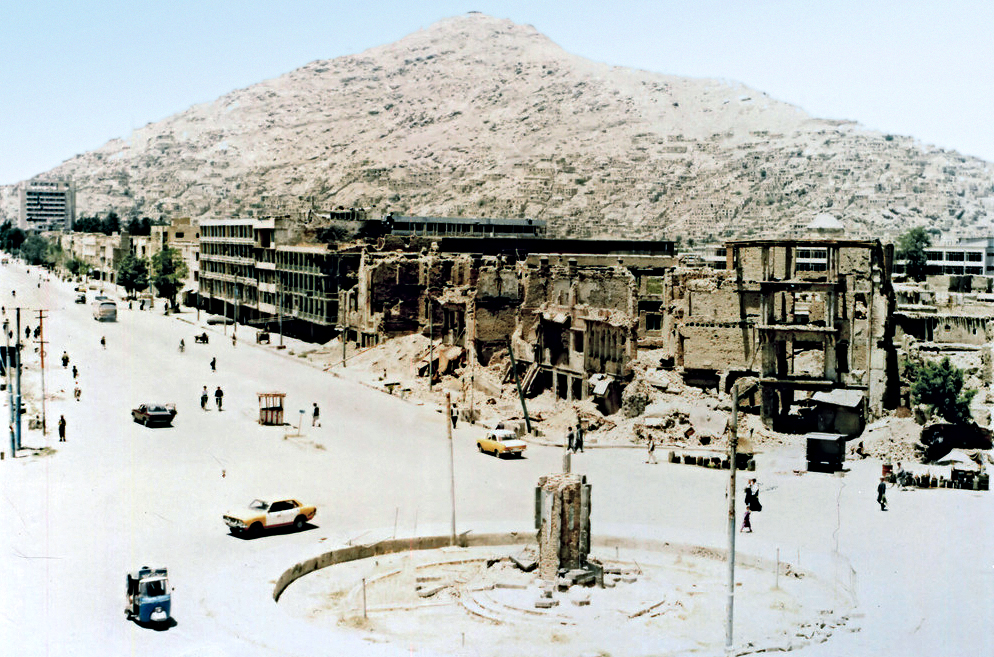
Il Jāda-yi Maywand vicino al bazar di Kabul nel 1993: l'area del bazar era al fronte tra Shurā-yi Nizār, Junbisch e Hizb-i Islāmi.

Dopo la presa di Kabul da parte di Massoud e Dostum si svilupparono due fragili alleanze che si contendevano il controllo della capitale. Il nucleo delle forze dietro il governo ad interim formò lo Shurā-yi Nizār associato al Jamiat sotto il comando di Massoud e parti dell'ala Partscham dell'Hizb-i Watan: l'alleanza era sostenuta dallo Junbisch di Dostum e dallo sciita Hizb-i Wahdat, e corrispondeva in gran parte all'alleanza del nord costituita dopo la rivolta di Dostum contro il governo di Najibullah. Hikmatyār invece collaborò con ex membri dell'ala Chalq, l'Ittihād-i Islāmi di Abdul Sayyaf e combattenti islamisti volontari provenienti dai paesi arabi. Le altre fazioni mujaheddin erano locali e non partecipavano direttamente alle battaglie per la capitale.
I due campi collegavano la rivalità di lunga data tra Massoud e Hikmatyār e tra Jamiat e Hizb con la faida altrettanto duratura tra le ali Chalq e Partscham all'interno del Partito popolare comunista. La polarizzazione assunse la dimensione ulteriore di una lotta di potere tra pashtun e non pashtun per il controllo dell'Afghanistan. Solo l'alleanza riunita attorno al Jamiat fu sostanzialmente in grado di formare un governo: la strategia dell'Hizb-i Islami si limitava a cercare di ostacolare l'instaurazione di un governo efficace, e il devastante lancio di razzi in corso da parte delle forze di Hikmatyār sulle zone residenziali di Kabul non aveva scopi militari ma mirava unicamente a impedire che la situazione nella capitale si normalizzasse. Il temporaneo appoggio di Hikmatyār ad altri partiti era quindi solo di natura tattica, per indebolire il governo Rabbani o per migliorare la propria posizione negoziale: ad esempio, Dostum e il Wahdat non avevano alcun interesse a un rafforzamento sostenibile del potere centrale, poiché ciò sarebbe stato contrario alle loro stesse aspirazioni all'autonomia nelle aree da loro governate. Ma nessuno degli altri attori in realtà voleva vedere l'Hizb-i Islāmi al potere.

#### Rottura della coalizione di governo

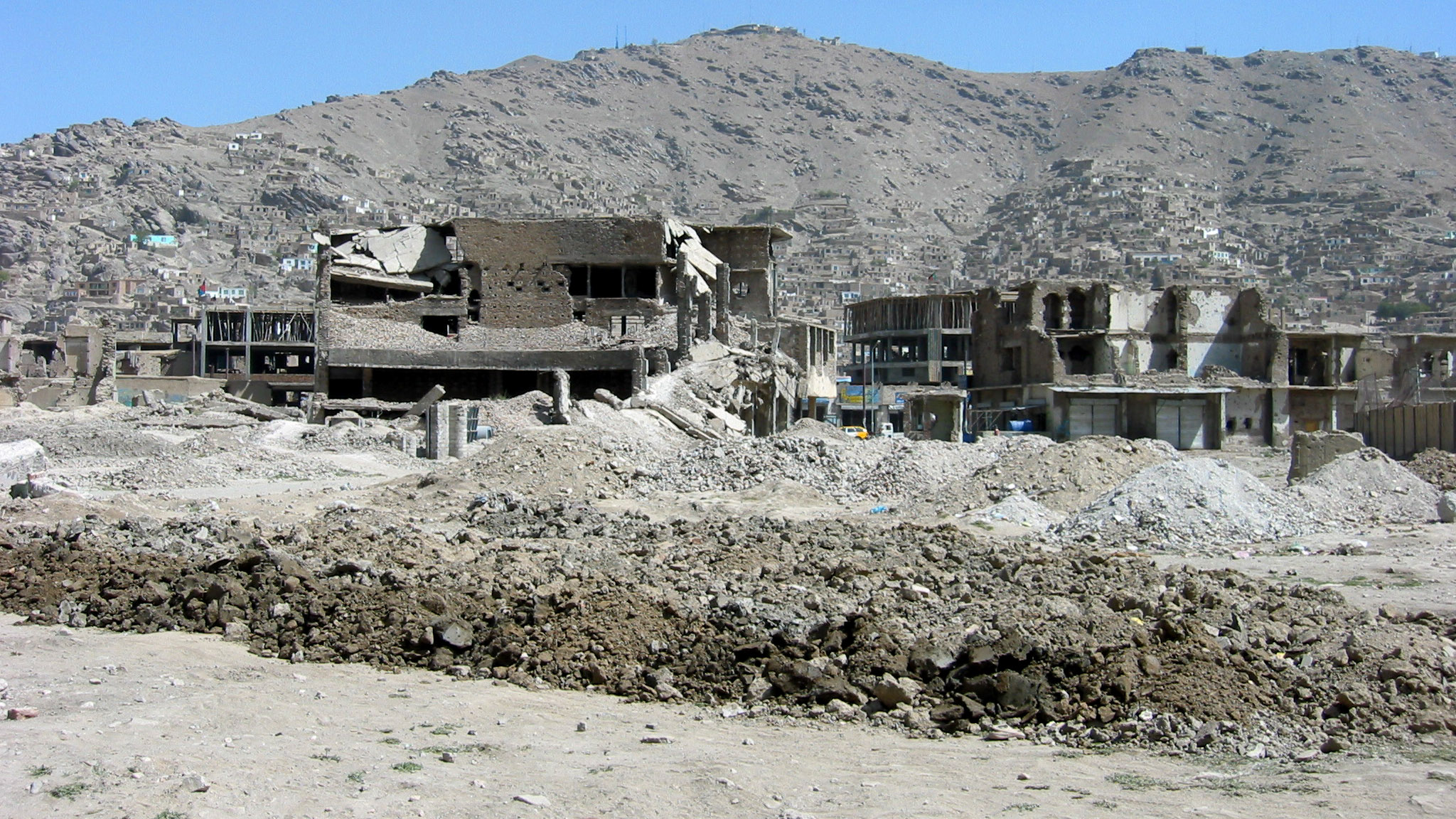
Case distrutte nella parte occidentale di Kabul nel 2004: l'area è stata in gran parte distrutta dai combattimenti tra Jamiat, Ittihād e Wahdat, nonché dal fuoco dell'artiglieria di Hikmatyār.

Nel dicembre 1992, Rabbani riunì la Shurā-yi ahl-i hal wa aqd, 45 giorni più tardi di quanto previsto dall'Accordo di Peshawar, che lo confermò nel suo incarico. Circa un decimo dei membri della Shura apparteneva al Junbish di Dostum, il resto era per lo più associati a Jamiat di Rabbani. Gli altri partiti accusarono Rabbani di manipolare e boicottare l'assemblea, e il rifiuto di Rabbani di ammettere il suo alleato Dostum nel governo erose il sostegno al campo governativo tra l'etnia uzbeka.
Allo stesso tempo, l'alleanza originale del campo governativo si sciolse in primavera quando Massoud cercò di disarmare con la forza le milizie dell'ex alleato sciita Hizb-i Wahdat. Quando poi il Wahdat pose fine alla coalizione, l'antisciita Ittihād tagliò i suoi legami con Hikmatyār e si unì all'alleanza attorno al governo di Rabbani. Shurā-yi Nizār e Ittihād iniziarono un'offensiva congiunta contro le posizioni dell'Hizb-i Wahdat ad Afshar, nella parte occidentale di Kabul, nel febbraio 1993, con l'obiettivo di prendere la sede di Kabul del Wahdat e consentire il collegamento tra le aree detenute dalle forze governative a nord e ad est di Kabul da un lato e l'ormai alleato Ittihād nel distretto di Paghmān a ovest di Kabul dall'altro. Massoud citò inoltre il maltrattamento dei tagiki da parte delle truppe Vahdat nella loro area di influenza come motivo dell'operazione.
Durante e dopo la cattura di Afshar vi furono gravi attacchi contro la popolazione civile hazara da parte delle truppe dell'Ittihād e della Shurā-yi Nizār. Una commissione istituita dal governo Rabbani su pressione della comunità sciita nell'estate del 1993 stimò il numero di civili assassinati a diverse centinaia e il numero di case saccheggiate a diverse migliaia. L'offensiva non riuscì a eliminare il Wahdat, ma spinse temporaneamente il partito sciita dalla parte di Hikmatyār prima di firmare un altro accordo di breve durata con il campo governativo nell'autunno del 1993.

#### L'accordo di Islamabad
Sotto la pressione di Pakistan, Arabia Saudita e Iran, Rabbani firmò il 7 marzo 1993 nella capitale pakistana Islamabad un accordo con Hikmatyār e rappresentanti di altri cinque partiti mujaheddin. Con il trattato, Hikmatyār fu nuovamente nominato primo ministro e incaricato di formare un nuovo governo in coordinamento con il presidente Rabbani e le altre parti. I capi dei gruppi principali si recarono insieme a La Mecca, dove prestarono giuramento sul trattato davanti alla Kaaba. Ma anche il rinnovato accordo fallì: l'Hizb-i Wahdat continuò ad attaccare il governo e Hikmatyār rimase fuori Kabul, sferrando ad aprile nuovamente pesanti attacchi alle posizioni dei governativi. Per il resto del 1993 l'intensità dei combattimenti a Kabul diminuì, mentre i successi militari del Jamiat in altre parti del paese aumentarono la pressione sull'Hizb-i Islāmi.

#### Formazione della Shurā-yi Hamāhangi
In vista della relativa stabilizzazione del governo, Dostum, che non era incluso nell'accordo di Islamabad, temette un indebolimento della propria posizione. Nel gennaio 1994 il Junbish di Dostum lasciò l'alleanza di governo e si unì a Hikmatyār per formare lo Shurā-yi Hamāhangi (in persiano شوراى هماهنگى‎ - "Consiglio di coordinamento"). La nuova alleanza, che si basava su un accordo segreto tra i servizi segreti iraniani e pakistani, includeva Hizb-i Islāmi e Junbisch-i Melli nonché Hizb-i Wahdat, e la Shurā-yi Hamāhangi mantenne stretti contatti con Mujadiddi.
Seguirono i combattimenti più violenti fino ad allora, con la peggiore distruzione nella storia di Kabul, che fecero sì che il flusso di profughi dalla capitale continuasse ad aumentare. Il Jamiat e i suoi alleati furono in grado di mantenere le loro linee a Kabul e persino di scacciare le truppe di Dostum dalla maggior parte delle sue posizioni nonostante il cambio di schieramento di Dostum e i massicci attacchi di razzi e artiglieria di Hikmatyār; tuttavia, l'alleanza di governo non riuscì a espandere il proprio controllo in altre aree del paese. La battaglia per la capitale si trasformò in una sanguinosa situazione di stallo in cui nessuna delle coalizioni rivali poteva ottenere un vantaggio decisivo: tutti i partiti avevano roccaforti regionali e sostegno straniero, ma nessuno di loro aveva una presenza a livello nazionale.

### Sviluppi al di fuori di Kabul

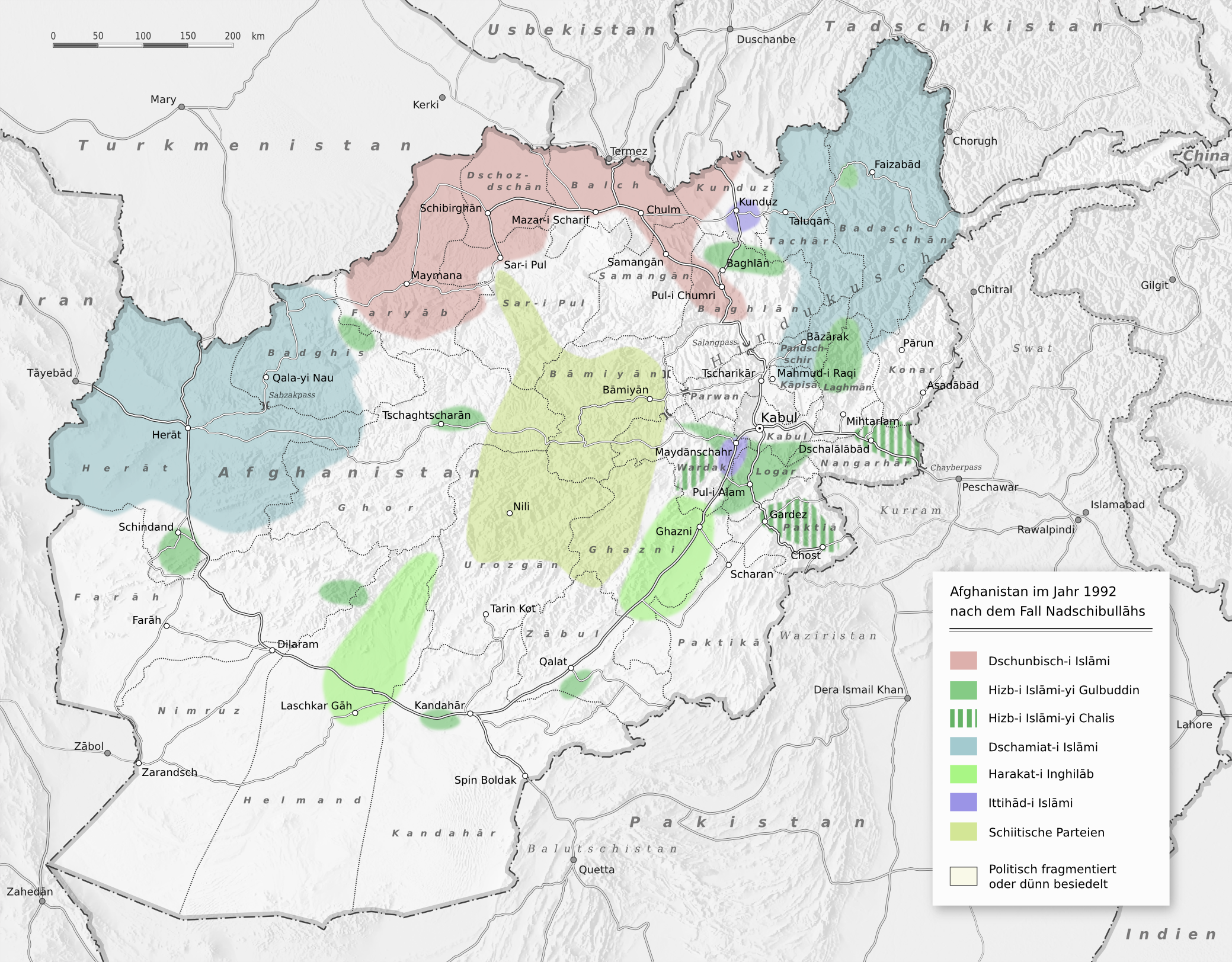
Rappresentazione semplificata del controllo territoriale dell'Afghanistan dopo la caduta del governo di Najibullah: la regionalizzazione dei vari gruppi è chiaramente visibile.

Al di fuori della capitale, combattimenti ebbero luogo nella regione di Kunduz, dove Jamiat, Junbish e Ittihād si contendevano l'influenza nella città; ci furono anche limitati combattimenti per il controllo del Tunnel Salang e delle province di Badghis e Kandahar. In tutto il paese, tuttavia, il numero delle vittime fu drasticamente inferiore rispetto alla guerra sovietico-afghana: mentre i combattimenti si intensificavano a Kabul, che era stata fin ad allora quasi risparmiata dalla guerra, i bombardamenti in altre città e specialmente nelle aree rurali in gran parte cessarono, e anche altre importanti operazioni di combattimento rimasero un'eccezione. La ricostruzione iniziò in molte aree e nel 1994 circa 2,8 milioni di rifugiati afghani erano tornati dai paesi vicini. La cronaca internazionale, concentrata sulla capitale, contribuì alla percezione distorta di un'ulteriore escalation della guerra civile.
La situazione nelle regioni influenzate dai pashtun e non pashtun si sviluppò in modo molto diverso: nelle aree senza una maggioranza pashtun, l'amministrazione e le forze armate dell'epoca del governo comunista rimasero per lo più intatte, sebbene fossero riorganizzate sotto la guida dei governanti regionali; le aree dell'ovest, del nord, del nord-est e del centro dell'Afghanistan passarono sotto il controllo uniforme di singole fazioni dopo la caduta del governo di Najibullah. Al contrario, le aree influenzate dai pashtun nel sud e nel sud-est del paese si frammentarono lungo i confini tribali, e il ruolo politico centrale dei gruppi tribali impedì l'ascesa di singoli governanti, come in altre parti del paese. Le guarnigioni dell'esercito furono sciolte e l'equipaggiamento distribuito ai capi tribali locali; solo le milizie Sarando del ministero dell'Interno guidato dall'ala Chalq disertarono a favore dell'Hizb-Islāmi-yi Gulbuddin e divennero la spina dorsale delle forze armate di Hikmatyār. Hikmatyārs Hizb, che, contrariamente agli altri partiti, non aveva una base regionale o tribale, era l'unica forza pashtun in grado di resistere in tutta la regione. Nella maggior parte delle aree le shura tribali assunsero il restante potere statale; le shura locali, tuttavia, non raccolsero truppe sovraregionali né istituirono un'amministrazione civile effettivamente funzionante.. La seconda città più grande dell'Afghanistan, Kandahar, fu divisa tra comandanti rivali le cui lotte di potere portarono all'anarchia.
Nel nord, Dostum fece di Mazar-i Sharif la sua base di potere. I partchamis inferiori collaborarono con Dostum, il quale ottenne il controllo dei capi dei mujahedin locali che si unirono al suo Junbish-i milli. La relativa stabilità del nord sotto il dominio di Dostum e la sua vicinanza all'Uzbekistan determinarono una crescita economica limitata; nell'agosto 1992 le Nazioni Unite trasferirono la loro sede principale da Kabul a Mazar-i Sharif, e sette paesi vi aprirono consolati. Dostum costruì un efficace sistema amministrativo e fiscale nella sua area di influenza. Si considerava un rappresentante della laicità, dell'autonomia regionale e dei diritti delle minoranze, ma allo stesso tempo guidò un regime brutale e finanziò il suo stile di vita dissoluto con le scarse risorse della regione.

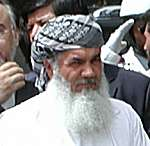
Muhammad Ismāʿil Khan nel 2002: Nel 1992, Ismāʿil prese il controllo della regione di Herat.

A Herat, il capo locale del Jamiat-i Islāmi, Muhammad Ismāʿil, noto anche come Ismail Khan, prese il controllo della città senza combattere. Ismāʿil fu in grado di respingere gli attacchi degli alleati di Hikmaytār con le sue truppe e integrò con successo gli importanti gruppi di popolazione sciita della regione nel suo sistema amministrativo. Di conseguenza, Herat diventò la regione più stabile dell'Afghanistan e l'economia si riprese; la crescita economica della città permise a Muhammad Ismāʿil di attrarre più capi delle milizie regionali dalla sua parte e di espandere il suo monopolio di potere.
Il nord-est rimase in gran parte sotto il controllo della Shurā-yi Nizār di Ahmad Massoud; solo Kunduz era in gran parte controllata da Ittihād-i Islāmi di Sayyaf. Alcune guarnigioni dell'esercito regionale furono integrate nella struttura di comando dello Shurā-yi Nizār, che funzionò attraverso un'istituzionalizzazione avanzata anche durante l'assenza di Massoud. La maggior parte dei capi della milizia organizzati nella Shurā-yi Nizār erano, come Muhammad Ismāʿil, membri del Jamiat-i Islāmi, sebbene entrambe le regioni avessero solo legami laschi con il governo dominato dal Jamiat a Kabul.
Le truppe sovietiche si erano ritirate dall'Afghanistan centrale, l'Hazarajat, già nel 1981, così che la situazione locale cambiò poco dopo la conclusione del conflitto sovietico-afghano. L'influenza dell'Iran aumentò con l'indebolimento del governo centrale e l'Hizb-i Wahdat, sostenuto dagli iraniani, assunse sempre più il controllo militare e politico sulla regione. Dopo la caduta del governo di Najibullah, l'Afghanistan centrale, come il nord sotto Dostum, divenne un'area autonoma da Kabul, e ciò conferì al gruppo etnico Hazara più influenza che mai nella storia afghana. La loro posizione fu ulteriormente rafforzata dal fatto che l'Hizb-i Wahdat a Kabul fu in grado di mettere l'una contro l'altra le due principali alleanze sunnite.

### Etnificazione del conflitto
Durante la guerra sovietico-afghana e la successiva lotta di guerriglia contro il governo appoggiato dai sovietici, i membri di tutti i gruppi etnici e le tribù più grandi si trovavano su entrambi i lati del fronte. Quando, dopo il crollo del regime, la jihad da un lato e il socialismo e gli aiuti sovietici dall'altro diventarono meno attraenti, alcuni leader fecero sempre più ricorso alla retorica comunitaria per mobilitare il sostegno al loro partito. Questo cambiamento fu particolarmente evidente con l'Hizb-i Islāmi-yi Gulbuddin, dove Hikmatyār cercò di contrastare la minacciata emarginazione sostenendo la difesa degli interessi pashtun. La frammentazione in gruppi rivali lungo i confini etnico-linguistici era evidente sia tra gli ex quadri del regime comunista che tra i mujaheddin. Nell'Afghanistan post-sovietico, i quattro centri di forza più importanti sembravano essere localizzati etnicamente: i combattenti dell'Hizb-i Wahdat erano esclusivamente Hazara, il Junbish era prevalentemente influenzato dall'etnia uzbeka, la maggior parte dei membri Jamiat erano di lingua persiana e religione sunnita, mentre Hikmatyār e in seguito i talebani furono reclutati principalmente tra i pashtun.
Tuttavia, sebbene l'etnia abbia acquisito importanza politica nella guerra civile, i combattimenti non erano motivati unicamente sul piano etnico. L'etnonazionalismo non dominava le strategie dei partiti; per Jamiat e Talebani, che volevano unificare il Paese sotto un'unica autorità centrale, fu addirittura un ostacolo. Anche l'unico partito etnicamente omogeneo, l'Hizb-i Wahdat, si riferiva ideologicamente al nazionalismo sciita, non hazara. Il crescente carattere etnico dei vari gruppi era solo in parte dovuto a una strategia di mobilitazione etnicamente orientata, come quella usata da Dostum nel suo Junbisch, e spesso fu una conseguenza involontaria della crescente regionalizzazione dei partiti, che rese le origini locali dei loro leader un fattore decisivo nella mobilitazione dei sostenitori. L'etnologo Bernt Glatzer descrisse l'etnificazione del conflitto come un mero epifenomeno. Anche la percezione della guerra civile afghana come conflitto etnico nei media nazionali ed esteri e tra governi stranieri svolse un ruolo importante: questa percezione portò al fatto che i leader delle milizie ricevevano aiuto dall'estero a causa della loro origine etnica e quindi le differenze etniche dall'esterno furono intensificate.

## L'ascesa dei talebani (1994-1996)
La politica del Pakistan sull'Afghanistan, che continuava ad essere orientata verso un governo afghano dominato da Hikmatyār, si trovò in una situazione di stallo al più tardi nell'estate del 1994 a causa della sanguinosa impasse attorno a Kabul: era evidente che Hikmatyār e Shurā-yi Hamāhangi non erano né in grado di conquistare la capitale né di unire i pashtun contro il governo di Rabbani non influenzato dai pashtun; Hikmatyār era anche sempre più odiato dai pashtun a causa dei suoi attacchi missilistici militarmente insensati su Kabul. Per la prima volta, il Pakistan rimase senza un rappresentante in Afghanistan.
In questa situazione il Pakistan decise di sostenere l'organizzazione transfrontaliera dei talebani, apparsa per la prima volta sulla mappa politica nel 1994, come suo nuovo cliente in Afghanistan. I cosiddetti talebani erano i membri del "Movimento talebano islamico dell'Afghanistan" (pashtun: in arabo د افغانستان د طالبان اسلامی تحریکِ‎?, Da Afghanistān da Talibān Islāmi Tahrik); la classificazione del movimento come organizzazione politica è, tuttavia, controversa, e alcuni autori lo caratterizzano principalmente come organizzazione militare. Partendo dal sud politicamente frammentato, le unità talebane penetrarono rapidamente in gran parte del paese. Fino alla fine del 1994 il ministro dell'Interno pakistano Nasrullah Babar fu il principale patrono dei talebani nel governo pakistano, in seguito anche l'ISI concentrò il suo sostegno sul nuovo gruppo a spese del suo precedente protetto Hikmatyār.

### Radici e ideologia

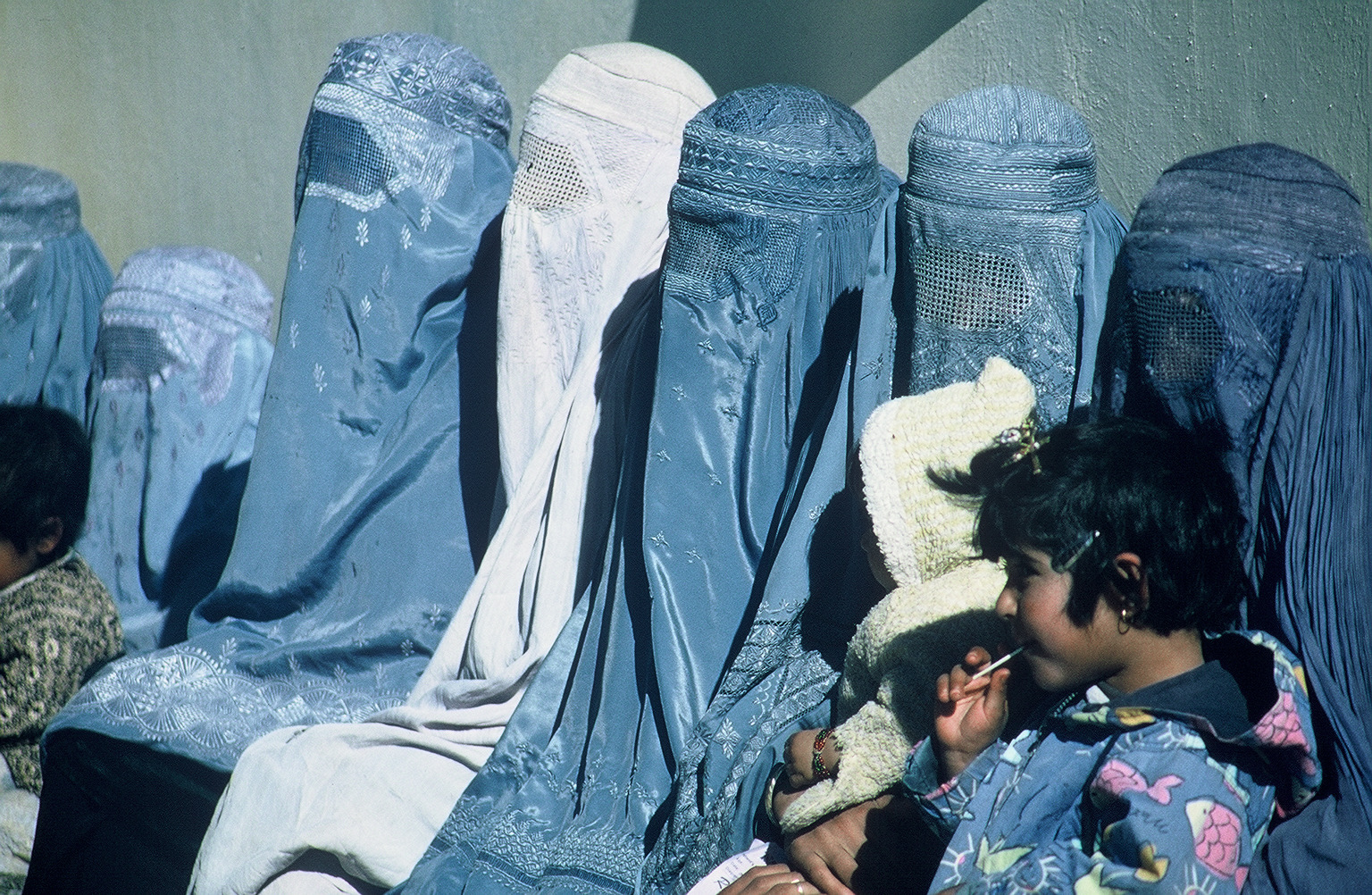
Il burqa pashtun è diventato un simbolo della politica di genere dei talebani nella percezione internazionale.

L'ideologia dei talebani si basa su una forma estrema di deobandismo insegnata nei campi profughi afghani in Pakistan. Il partito pakistano Jamiat-e Ulema Islam, fondato da seguaci del deobandismo, allestì centinaia di madrase nelle aree di confine pashtun del Pakistan durante la guerra sovietico-afghana, che offrirono ai giovani rifugiati istruzione, assistenza e addestramento militare gratuiti. La fazione scissionista Jamiat di Maulana Sami-ul-Haq svolse un ruolo speciale, e nella sua madrasa Darul Uloom Haqqania vennero addestrati numerosi successivi leader talebani.
L'interpretazione primitiva della Sharia data dai talebani, come rappresentata dall'insegnamento dei mullah semi-istruiti, è molto lontana dall'agenda originariamente orientata alla riforma dei Deobandi e fortemente influenzata dal codice legale e d'onore pashtun, il Pashtunwali. Gli elementi adottati dal deobandismo includono soprattutto l'immagine estrema della donna e la profonda antipatia nei confronti dei musulmani sciiti. Rashid definisce l'interpretazione estrema dell'Islam da parte dei talebani, sorta nei campi profughi pakistani, un'anomalia che non rientrava in alcun modo nello spettro di idee e movimenti emersi in Afghanistan dopo la rivoluzione di Saur.
L'interpretazione dell'ideologia talebana non è uniforme. La classificazione come movimento antimoderno e fondamentalista - in particolare il suo carattere messianico dovuto al ruolo di primo piano del suo leader Muhammad Omar - è diffusa, ma un orientamento tradizionalista è controverso. I talebani progettavano di introdurre una legge morale come immaginavano che fosse esistita in Afghanistan prima delle riforme degli anni 1950 - un obiettivo che era in linea con l'orientamento ideologico dei partiti fondamentalisti mujaheddin come l'Ittihād-i Islāmi e l'Hizb-i Islāmi- yi Gulbuddin. Tuttavia, molti talebani non avevano quasi mai sperimentato l'Afghanistan tradizionale a cui aspiravano: la loro ideologia si riferiva bensì a una vita immaginaria di villaggio, così come esisteva nella fantasia dei rifugiati cresciuti nei campi o nelle madrase.
Gli elementi totalitari dell'ideologia includevano il monopolio sia della sfera politica che di quella privata e l'esercizio del terrore come strumento di potere psicologico. Il terrore colpiva particolarmente le donne, ma serviva anche a rendere i loro parenti maschi consapevoli della loro impotenza. In contrasto con altre ideologie totalitarie del ventesimo secolo, tuttavia, i talebani salirono al potere in un paese le cui strutture statali erano state completamente distrutte, il che spiega l'applicazione spesso incoerente dei loro decreti.
I membri dei talebani erano generalmente di etnia pashtun e di origine rurale; la maggior parte era cresciuta durante la guerra, e non aveva ricevuto alcuna istruzione al di fuori delle madrase pakistane. Alcuni avevano già combattuto in altri gruppi durante la guerra civile afghana, ma solo in rari casi avevano raggiunto posizioni di responsabilità. Oltre ai giovani studenti delle madrase - i talebani nel senso originale del termine - l'organizzazione comprendeva anche ex combattenti mujahedin, per lo più Hizb-i Islāmi-yi Chalis o Harakat-i Inghilāb i cui comandanti si erano uniti ai talebani, e per lo più ex ufficiali del regime comunista dell'ala Chalq influenzata dai pashtun.

### Collegamenti con il Pakistan

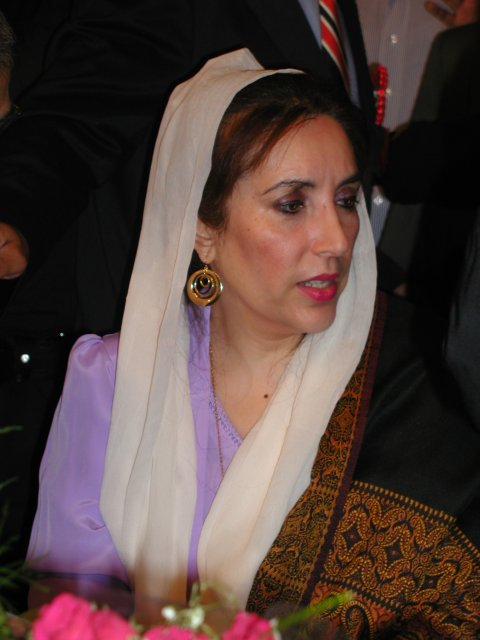
Il governo pakistano ha iniziato a sostenere i talebani sotto il primo ministro Benazir Bhutto.

Sebbene le figure chiave all'interno dei talebani fossero afghane e l'organizzazione potesse contare sul sostegno locale della popolazione in alcune delle aree influenzate dai pashtun, i legami con il Pakistan erano vari ed estesi. Ahmed Rashid stima che tra gli 80 000 e i 100 000 pakistani abbiano combattuto dalla parte dei talebani in Afghanistan dal 1992 al 1999. L'ascesa dei talebani è quindi spesso vista come un tentativo di invasione furtiva del paese da parte del Pakistan.
Il sostegno del governo pakistano ai talebani iniziò nel 1993 con l'elezione di Benazir Bhutto a primo ministro. Il vittorioso Partito Popolare Pakistano della Bhutto formò una coalizione con il Jamiat-e Ulema Islam guidato da Maulana Fazlur Rahman, che fino ad allora aveva ricevuto scarso sostegno dal governo. Per la prima volta, il Jamiat fu in grado di stabilire stretti legami con l'ISI, l'esercito pakistano e i governi stranieri, in particolare l'Arabia Saudita, usando intensamente questi canali per sollecitare il sostegno all'organizzazione talebana che si stava formando. Il nuovo ministro degli Interni della Bhutto, Nasirullah Babar, che assunse la guida della politica del Pakistan in Afghanistan, svolse un ruolo decisivo come difensore dei talebani.
Un altro collegamento dei talebani con il Pakistan erano i potenti gruppi di contrabbandieri di Quetta e Chaman, chiamati da Rashid Transportmafia, che erano strettamente collegati ai talebani attraverso l'affiliazione tribale. L'attività della Transportmafia era tuttavia fortemente limitata, poiché le rotte terrestri attraverso l'Afghanistan erano bloccate dai combattimenti a Kabul e dalla situazione frammentata nel sud dell'Afghanistan. Gli interessi dei gruppi di contrabbandieri coincidevano con i piani di Bhutto e Babar di aprire una rotta via terra dal Pakistan all'Asia centrale.
Nonostante i loro numerosi legami con il Pakistan, i talebani non sono mai stati controllati dall'esterno. A differenza dei partiti mujaheddin, i cui contatti al di fuori dell'Afghanistan erano limitati all'ISI e al Jaamat-e Islami, gli estesi collegamenti con organi statali, partiti politici, gruppi islamisti, la rete di madrase e la mafia della droga e dei trasporti permisero ai talebani di mettere le lobby pakistane le une contro le altre; invece di ottenere quella profondità strategica in Afghanistan a cui mirava il governo pakistano, vi fu una talebanizzazione nello stesso Pakistan.

### Avanzata militare

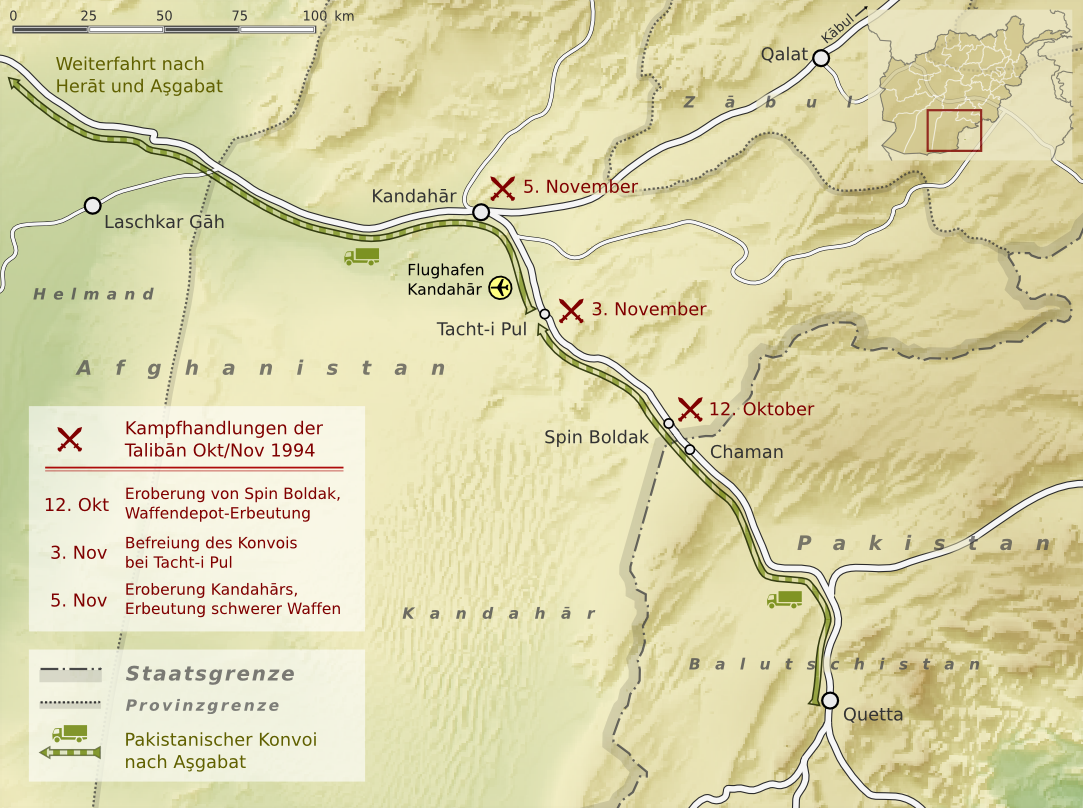
Mappa dei primi combattimenti dei talebani nell'autunno 1994 nella regione di Kandahar

Ci sono poche informazioni affidabili sull'origine esatta dei talebani. Non è chiaro se il ministero dell'Interno pakistano sotto Nasrullah Babar o singoli combattenti talebani abbiano formato la nuova organizzazione. I talebani aparvero per certo una prima volta il 12 ottobre 1994, quando circa 200 uomini provenienti dalle madrase afghane e pakistane conquistarono la città di Spin Baldak, di importanza strategica, tenuta da Hikmatyārs Hizb-i Islāmi nella provincia di Kandahar al confine con il Pakistan. In tale occasione entrarono in possesso di grandi quantità di armi e munizioni, che affermavano di aver rubato da un deposito di armi locale, ma queste informazioni vengono messe in discussione come un tentativo di nascondere le consegne di armi da parte del Pakistan. Questo primo successo militare dei talebani segnò l'inizio di uno spostamento di forze, sebbene sotto l'impressione dei pesanti combattimenti in corso tra il governo di Kabul e i tre partiti della Shurā-yi Hamāhangi gli eventi nel sud del Paese fossero appena notati a livello nazionale o internazionale. Solo i litigiosi signori della guerra di Kandahar videro la nuova organizzazione come una minaccia imminente e chiesero che il Pakistan smettesse di sostenere i talebani.
Il 29 ottobre 1994 Babar inviò un convoglio di prova con 30 camion guidati da ex militari pakistani via Kandahar e Herat ad Aşgabat in Turkmenistan; il giorno prima, la stessa Bhutto aveva assicurato la messa in sicurezza delle sezioni del percorso nei loro territori in un incontro con Raschid Dostum e Muhammad Ismāʿil. Quando il convoglio fu fermato poco prima di Kandahar da unità dei governanti locali, i talebani andarono all'attacco il 3 novembre e con la forza permisero al convoglio di continuare il suo viaggio; si spostarono quindi immediatamente verso Kandahar, dove dopo due giorni conquistarono la città, secondo più grande centro del paese, con perdite minime e cacciandono i signori della guerra pashtun al potere. La caduta di Kandahar fu celebrata dal governo Bhutto e dal Jamiat-e Ulema Islam. Il governo di Rabbani a Kabul vedeva ancora i talebani come un alleato nella lotta contro Hikmatyār, il che probabilmente spiega il ruolo passivo del comandante più potente di Kandahar associato al Jamiat, il Mullah Naqib, nella conquista della città.
Dopo aver conquistato Kandahar, i talebani si diressero a nord verso Kabul, presumibilmente con l'appoggio dell'ISI. Nei tre mesi successivi, i talebani presero il controllo di 12 delle 31 province del paese, in parte con la forza e in parte corrompendo i comandanti locali, e avanzarono verso la periferia di Herat e Kabul. Nel gennaio 1995 conquistarono Ghazni, e a febbraio la capitale della provincia di Vardak, Maidanshahr; nello stesso mese presero a Hikmatyār il controllo del suo quartier generale di Chahār Asiyāb, nel sud della capitale. Hikmatyār poteva detenere ormai solo aree di influenza più piccole in alcune parti delle province di Paktia, Lowgar e Nangarhar; a seguito dell'avanzata, tutti i partiti influenzati dai pashtun - Mahāz-i Milli, Jabha-yi Milli, Ittihād-i Islāmi, Harakat-i Inqilāb e Hizb-i Islāmi - furono emarginati nel giro di pochi mesi.
A causa dell'afflusso di migliaia di studenti per lo più afghani, ma anche pakistani provenienti dalle madrase in Pakistan, che da allora si erano uniti alle unità, la forza delle truppe dei talebani era cresciuta fino ad almeno 10 000 unità. Contrariamente al mito fondatore diffuso dagli stessi talebani, la loro ascesa non fu affatto una pacificazione non violenta di regioni precedentemente senza legge: a eccezione di Zabol e Oruzgan, la conquista delle province avvenne con aspri combattimenti e talvolta pesanti perdite. Inoltre, a differenza della regione intorno a Kandahar, che in realtà era afflitta dall'anarchia, le aree successivamente conquistate dai talebani erano per lo più pacifiche e in alcuni casi, come Ghazni e Herat, gestite in modo relativamente efficiente.
Mentre le morti dirette nel conflitto erano diminuite rispetto all'occupazione sovietica, il saccheggio e l'arricchimento di élite e comandanti erano diventati più evidenti durante la guerra civile. Soprannomi furono distribuiti tra la popolazione civile: le truppe del generale Dostum venivano talvolta chiamate "ladri di tappeti", e dopo che un comandante del generale Massoud aveva apparentemente venduto tubature dell'acqua e tetti di lamiera ondulata su larga scala a ladri di metalli pakistani la sua gente divenne nota come "i ladri di tetti". Questa reputazione dei signori della guerra come saccheggiatori causava risentimento, soprattutto tra la povera popolazione rurale; dal momento che i talebani apparivano come governanti estremamente severi, ma almeno giusti, ottennero un sostegno rapido e duraturo.

### Prime battute d'arresto
All'inizio del 1995 i talebani negoziarono sia con il governo Rabbani che con il suo avversario, lo sciita Hizb-i Wahdat sotto Abdul Ali Mazari. Massoud, sollevato dagli attacchi di Hikmatyārs Hizb-i Islāmi dall'avanzata dei talebani, usò la situazione per cacciare i Wahdat dalle loro posizioni nel sud-ovest di Kabul in una grande offensiva. In questa situazione disperata, Mazari si rivolse ai talebani e offrì loro la consegna di tutte le armi pesanti se in cambio avessero preso il controllo delle posizioni wahdat e funto da cuscinetto tra il Wahdat e la Shurā-yi Nizār di Massoud. Quando le armi e le postazioni vennero consegnate, tuttavia, ci furono scaramucce tra unità Wahdat e talebani: Mazari venne catturato dalle unità talebane e morì sotto la loro custodia in circostanze non chiarite. L'escalation degli eventi e soprattutto la morte di Mazari resero impossibile a lungo termine qualsiasi intesa tra i talebani e la minoranza sciita in Afghanistan.
In un'altra grande offensiva l'11 marzo e dopo una settimana di aspri combattimenti, Massoud riuscì a cacciare i talebani da Kabul; questo a sua volta portò al saccheggio delle aree residenziali sciite della città. Nell'estate del 1995, Rabbani e Massoud avevano il controllo esclusivo della capitale e per la prima volta dall'inizio del 1992 Kabul non era più sotto assedio. Le agenzie umanitarie ripresero il loro lavoro e iniziarono i progetti di ricostruzione.
Allo stesso tempo, le unità talebane continuavano ad avanzare nell'ovest del paese e si stavano muovendo verso la roccaforte di Muhammad Ismāʿil ad Herat; inoltre unità di Dostum, che di fatto si erano alleate con i talebani, attaccarono le posizioni di Ismāʿil da nord-ovest. Il governo di Rabbani fece arrivare 2 000 uomini dalla capitale e utilizzò il suo controllo aereo illimitato per respingere gli attacchi. Nei combattimenti più pesanti in Afghanistan dalla battaglia di Jalālābād nel marzo 1989, le unità Jamiat riuscirono a respingere i talebani a Dilaram; i talebani subirono pesanti perdite e molti osservatori previdero la fine dell'organizzazione dopo le sconfitte di Kabul e Herat.

### Ulteriore avanzata e caduta di Kabul

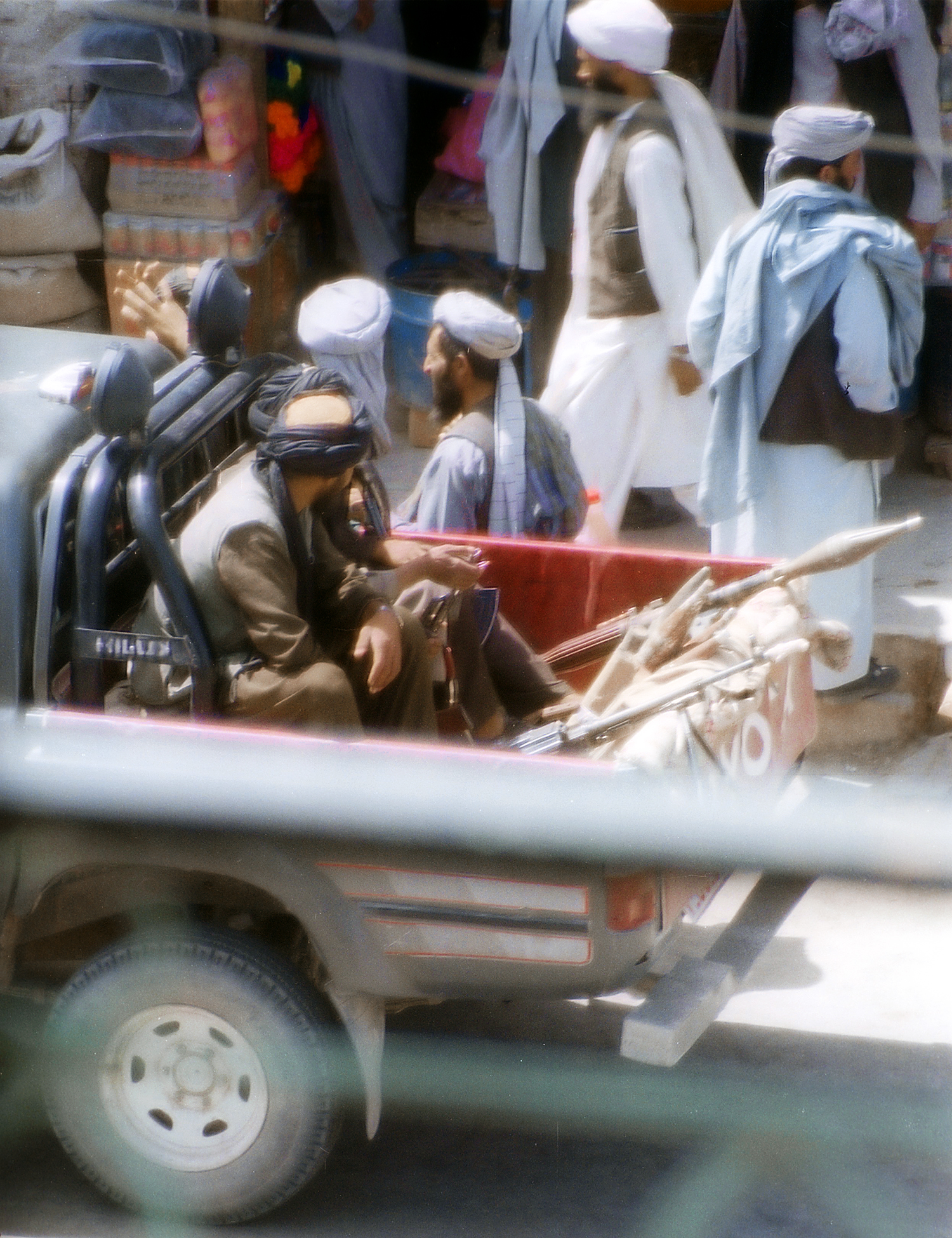
Pattuglia talebana ad Herat nel 2001

I talebani sfruttarono l'interruzione dei combattimenti nell'estate del 1995 per riorganizzare le loro unità con il fondamentale supporto logistico dell'ISI e nuove armi e veicoli dal Pakistan e dall'Arabia Saudita. Il reclutamento nelle madrasse pakistane raggiunse un nuovo massimo e migliaia di nuovi combattenti si unirono alle unità talebane, la cui forza di truppe raggiunse circa 25 000 unità. Inoltre, con l'aiuto dell'ISI, i talebani formalizzarono la loro cooperazione con Dostum in un accordo segreto.
Quando Muhammad Ismāʿil, che vedeva i talebani già sull'orlo della disintegrazione, lasciò che le sue truppe avanzassero in un'offensiva mal preparata sulla provincia di Helmand a Kandahar alla fine di agosto 1995, le sue unità furono sorprese da un'efficace controffensiva. Nel giro di pochi giorni, i talebani respinsero le truppe Jamiat a Schindand, mentre Dostum lanciava attacchi di alleggerimento su Herat. Il 3 settembre Ismāʿil ordinò una ritirata senza combattimenti da Shindand in circostanze incerte; le sue unità caddero nel caos e due giorni dopo anche Ismāʿil rinunciò a Herat e fuggì in Iran.
Il 5 settembre i talebani conquistarono Herat senza combattere. Le unità di Muhammad Ismāʿil furono indebolite dalla crescente disintegrazione e dai continui attacchi della Junbish di Dostum; inoltre, Ismāʿil ricevette solo un esitante sostegno dal governo di Kabul, che vedeva con sospetto i suoi tentativi di autonomia all'interno del Jamiat. La sconfitta di Muhammad Ismāʿil e la caduta di Herat segnarono un punto di svolta nel conflitto: poiché i talebani non erano più circondati su due lati dalle forze del Jamiat, potevano concentrare le loro unità sulla conquista di Kabul. Inoltre, i talebani ora controllavano la strada dal Pakistan al Turkmenistan, una richiesta chiave avanzata dal governo Bhutto e dalla mafia dei trasporti pakistani.
Nell'autunno 1995 i talebani ripresero anche le posizioni nel sud di Kabul da cui Massoud li aveva cacciati a marzo; come prima aveva fatto Hikmatyār, iniziarono quindi a colpire le zone residenziali della capitale con lanci casuali di razzi, ponendo fine al breve periodo di pace estivo a Kabul. Ma anche dopo un assedio di dieci mesi non furono in grado di sfondare le linee difensive di Massoud. Voci moderate all'interno dei talebani, soprattutto tra i pashtun delle aree recentemente conquistate, iniziarono a invocare negoziati con il governo, mentre i kandahariani intorno a Omar volevano continuare con ogni mezzo la conquista militare del paese.
Per forzare uno sviluppo a loro favore, il nucleo centrale dei kandahariani nominò Muhammad Omar come Amir al-Muʿminin ("Leader dei fedeli"), titolo islamico che rese Omar l'emiro dell'Afghanistan e leader indiscusso del jihad. Egli sottolineò questa denominazione il 4 aprile, quando si presentò a Kandahar con il mantello del profeta Maometto, e poco dopo un incontro di mullah e ulema pashtun convocato dai talebani dichiarò il jihad contro il governo di Rabbani. La dichiarazione fu un duro colpo agli sforzi intrapresi dalle Nazioni Unite per trovare una soluzione pacifica, e l'inviato speciale delle Nazioni Unite Mehmoud Mestiri si dimise successivamente.
Nel maggio 1996, sotto la pressione degli eventi, il governo Rabbani ed Hikmatyār formarono una nuova alleanza, con Hikmatyār che accettò nuovamente la carica di primo ministro. L'alleanza salvò Hikmatyār dal cadere nell'irrilevanza dopo la perdita del suo quartier generale ad opera dei talebani, ma vi furono pochi benefici per Rabbani e Massoud: la legittimità del governo fu anzi gravemente indebolita dalla nomina di Hikmatyār, che il popolo di Kabul vedeva come il principale colpevole della distruzione della capitale. Il governo suscitò ulteriore risentimento quando il primo atto ufficiale di Hikmatyār fu quello di emettere decreti fondamentalisti, alcuni dei quali anticipavano la futura legislazione talebana. Inoltre, Massoud fu costretto dall'alleanza a sovraccaricare le sue truppe, stimate in circa 30 000 uomini, per coprire le posizioni dell'indebolito Hizb-i Islāmi di Hikmatyār.
Il governo Rabbani fu ulteriormente indebolito nel corso della continua etnificazione del conflitto, che metteva in secondo piano lo sviluppo di un'amministrazione multietnica e di una forza armata a favore della lealtà etnica. Di conseguenza, Rabbani e Massoud furono sempre più dipendenti dalle persone delle loro aree di origine di Punjjir e Badachschān, uno sviluppo che portò a crescenti tensioni tra le varie ali all'interno del Jamiat-i Islāmi e dello Shurā-yi Nizār, che rappresentava una vasta gamma di gruppi non pashtun.
A settembre i talebani lanciarono una rapida offensiva indiretta sulla capitale dalle loro posizioni a sud di Kabul con circa 10 000 uomini. Inizialmente superarono Kabul a est nella provincia di Nangarhār; il 12 settembre conquistarono la città di Jalalabad dopo che il Pakistan aveva aperto il confine al Passo di Chaiber ai sostenitori dei talebani, in modo che la città fosse sotto pressione da est. Poco dopo, unità talebane si impadronirono anche delle province di Konar e Laghman, e da lì si voltarono di nuovo verso ovest e invasero le posizioni dello Hizb-i Islāmi di Hikmatyār a Sarobi nell'est della provincia di Kabul, che allo stesso tempo formavano il perimetro orientale dell'anello difensivo di Massoud intorno a Kabul. Sorpreso dalla velocità con cui i talebani stavano avanzando, Massoud decise il 26 settembre di rinunciare alla capitale senza combattere, e si ritirò con le sue truppe e le armi pesanti in modo ordinato a nord nella Valle del Panjshir.

## Il governo talebano (1996-2001)
Come primo atto ufficiale dopo la cattura di Kabul, i talebani hanno torturato a morte insieme al fratello l'ex presidente Najibullāh, che si trovava ancora nei locali della missione delle Nazioni Unite, e misero in mostra i loro cadaveri mutilati. Inoltre, nel giro di 24 ore i nuovi governanti attuarono l'interpretazione più rigorosa della legge della Sharia che il mondo avesse mai visto: vietarono alle donne, che all'epoca costituivano un quarto del settore pubblico e la maggioranza nel settore dell'istruzione e della salute, di lavorare fuori casa, chiusero tutte le scuole femminili, distrussero le televisioni e ordinarono a tutti gli uomini di farsi crescere la barba lunga. Circa 25 000 famiglie alla cui guida erano vedove di guerra dovettero affrontare la fame.
Tutti i leader talebani provenivano dalle province pashtun più povere, conservatrici e meno alfabetizzate dell'Afghanistan meridionale, e vedevano le città e soprattutto Kabul, con la sua popolazione femminile istruita, come un covo di peccato. Per le loro reclute, solitamente orfane cresciute in una società senza donne, e per altre persone senza radici provenienti dai campi profughi, il controllo sulle donne e la loro esclusione dalla vita pubblica era un simbolo della loro mascolinità e della loro devozione al jihad. L'oppressione delle donne divenne così il punto di riferimento del radicalismo islamico dei talebani e svolse un ruolo decisivo nella loro strategia di mobilitazione.

### Struttura dello stato
I talebani non erano un partito politico nel senso classico, in quanto non avevano una struttura chiara e dopo essere saliti al potere diventarono praticamente indistinguibili dallo Stato stesso. Il loro leader indiscusso fin dagli inizi dell'organizzazione era Muhammad Omar, che riuniva in sè i rami esecutivo, legislativo e giudiziario dello Stato guidato dai talebani. Il principale organo decisionale dei talebani era la Suprema Shura con sede a Kandahar, che era dominata dagli stretti compagni d'armi di Omar, la maggior parte dei quali pashtun Durrani della regione di Kandahar. Anche dopo la conquista delle aree non pashtun, la Shura non venne ampliata per includere membri non pashtun e anche l'influenza dei pashtun Ghilzai rimase limitata, tanto che la leadership dei talebani divenne del tutto non rappresentativa. Dopo la presa di Kabul nell'autunno del 1996, la Shura di Kandahar tramontò e tutto il potere fu concentrato su Muhammad Omar, sviluppo formalizzato nell'ottobre 1997 quando i talebani ribattezzarono lo Stato "Emirato islamico dell'Afghanistan" con Omar formalmente capo di Stato con il titolo di emiro.
Due shura successivamente fondate, la Shura Militare e la Shura di Kabul, erano subordinate alla Shura Suprema. La shura di Kabul era guidata da Muhammad Rabbani e si sviluppò nel governo de facto dell'Afghanistan; tuttavia, aveva poco effettivo potere di governo, poiché anche le decisioni minori dovevano essere confermate a Kandahar. Le decisioni di Muhammad Rabbani, considerate relativamente moderate, venivano regolarmente revocate da Muhammad Omar. La shura militare implementava solo linee guida tattiche, visto che tutte le decisioni strategiche erano prese direttamente da Omar.
L'amministrazione dello Stato si fermò quasi completamente: i talebani sgomberarono la burocrazia governativa da alti funzionari non pashtun e li sostituirono con pashtun, che spesso non avevano qualifiche e per lo più non parlavano nemmeno il persiano, la lingua franca del paese. Di conseguenza, i ministeri e le autorità cessarono in gran parte le loro funzioni; gli unici organi funzionanti nello Stato talebano erano la polizia religiosa e l'esercito. Inoltre, a causa della mancanza di rappresentatività etnica, tribale e regionale dei loro delegati nella maggior parte delle aree del paese, i nuovi governanti erano percepiti come una potenza occupante. La situazione fu aggravata dalla politica di Omar di cambiare tutti i funzionari e inviare al fronte ministri che avevano acquisito troppa competenza o erano diventati troppo potenti come comandanti.

### Sviluppo militare dopo il 1996

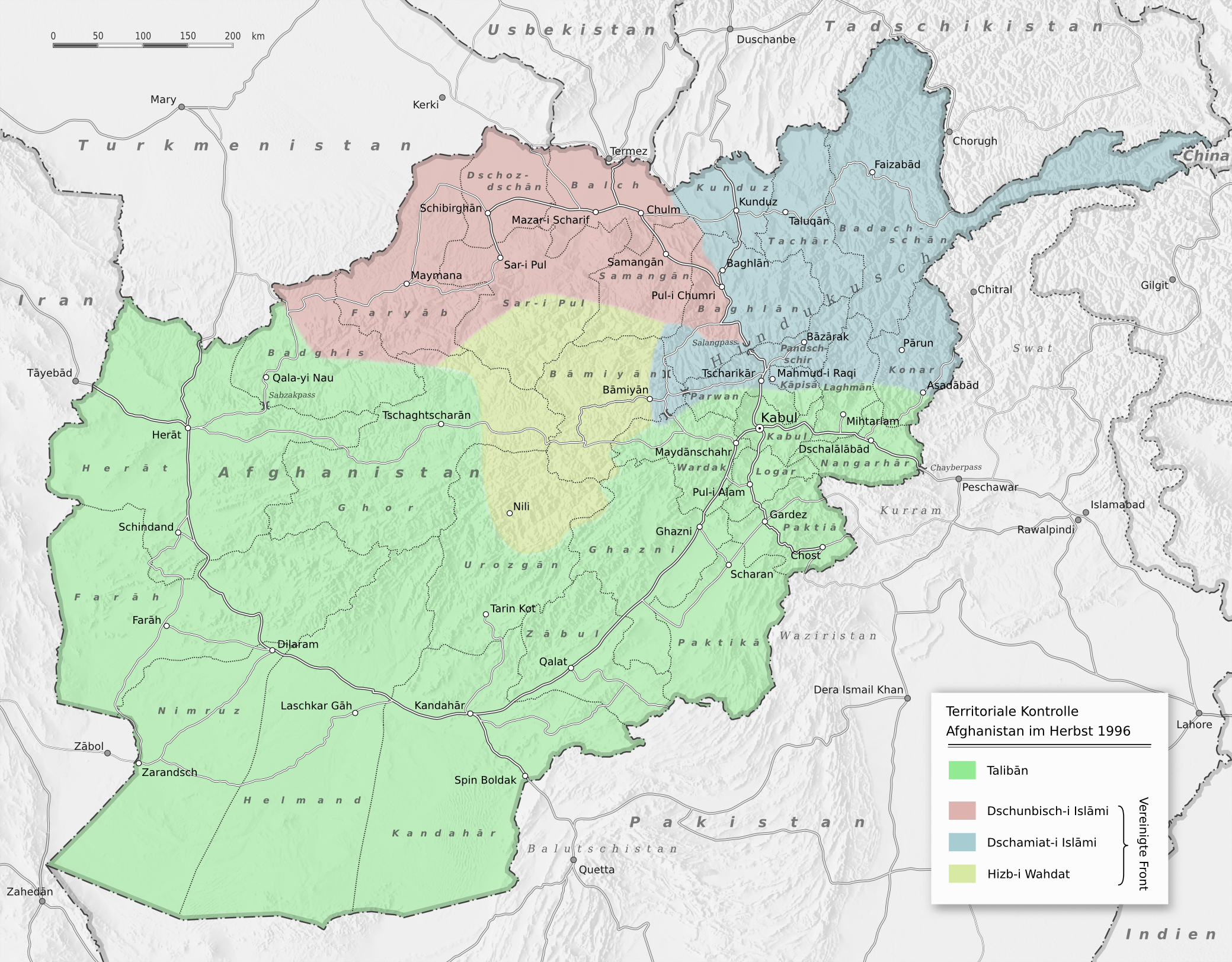
Controllo territoriale dell'Afghanistan nell'inverno del 1996 dopo la caduta di Kabul: Massoud (blu), Talebani (verde), Dostum (rosa), Hezb-i Wahdat (giallo)

Dopo la caduta di Kabul, i talebani controllavano circa il 65% del territorio afghano. Tre centri di potere rimasero al di fuori della loro sfera di controllo: il nord-est dell'Afghanistan era stato occupato dalle truppe di Massoud ritirate da Kabul; l'Hazarajat continuò ad essere controllato dall'Hizb-i Wahdat, guidato da Muhammad Karim Khalili dopo la morte di Mazari; la terza regione era il nord, governato dal Junbish di Dostum, con Mazar-i Sharif al centro.
Durante i combattimenti in corso tra i talebani e Massoud, non era chiaro quale posizione avrebbero preso Dostum e il suo Junbisch-i Milli. In vista della pretesa di potere assoluto dei talebani e della loro avanzata apparentemente inarrestabile, tuttavia, Dostum decise un'alleanza con Massoud e Chalili, con i quali formò il 10 ottobre 1996 il Consiglio Supremo per la Difesa della Patria. L'unione divenne poi Fronte islamico unito per la salvezza dell'Afghanistan (in persiano جبهه متحد‎ , Jabha-yi Muttahid), noto anche nei media come "Alleanza del Nord" che, oltre a Jamiat, Wahdat e Junbish, includeva anche l'Ittihād-i Islāmi di Sayyaf e l'Harakat-i Islāmi di Mohseni. Rabbani fu nominato leader politico e Massoud leader militare dell'alleanza.
Nel febbraio 1997 i talebani avanzarono a nord attraverso il tunnel di Salang sia da Herat che da Kabul. A maggio il vice comandante di Dostum, Jamil Malik, si ammutinò e, con l'aiuto delle unità talebane che avanzavano da ovest, prese il controllo di Mazar-i Sharif; Dostum fuggì in Turchia. L'invasione dei talebani, che immediatamente iniziarono a proclamare decreti islamisti in pashtun nella città secolarizzate di lingua persiana e uzbeka, provocò una rivolta popolare. Le unità locali di Hizb-i Wahdat si unirono alla rivolta che ruppe l'alleanza tra Malik e i talebani, e anche le truppe uzbeke del Junbish aprirono il fuoco sui loro alleati a breve termine. Centinaia di talebani furono uccisi mentre tentavano di ritirarsi a ovest e fino a 4 000 furono uccisi dopo essere stati presi prigionieri. Massoud chiuse il tunnel di Salang da sud, così che le unità talebane avanzate da Kabul furono circondate anche nella regione intorno a Pol-e Khomri. Dostum tornò dall'esilio a settembre e ripristinò il controllo sul Junbish, ma non riuscì a riconquistare la sua vecchia posizione di potere.
Questa, che fu la peggiore sconfitta dei talebani fino ad allora, ebbe conseguenze militari, dal momento che la forza assoluta delle truppe di tutte le fazioni afghane era relativamente piccola: si stima che il totale delle truppe talebane prima della sconfitta nel nord fosse di circa 25 000 uomini. Da allora in poi, l'organizzazione fu ancora più dipendente dalle reclute pakistane e dai jihadisti internazionali, percepiti da molti afghani come occupanti stranieri; d'altra parte, la loro base di reclutamento internazionale permise loro di riorganizzarsi e continuare la lotta nonostante le pesanti perdite.

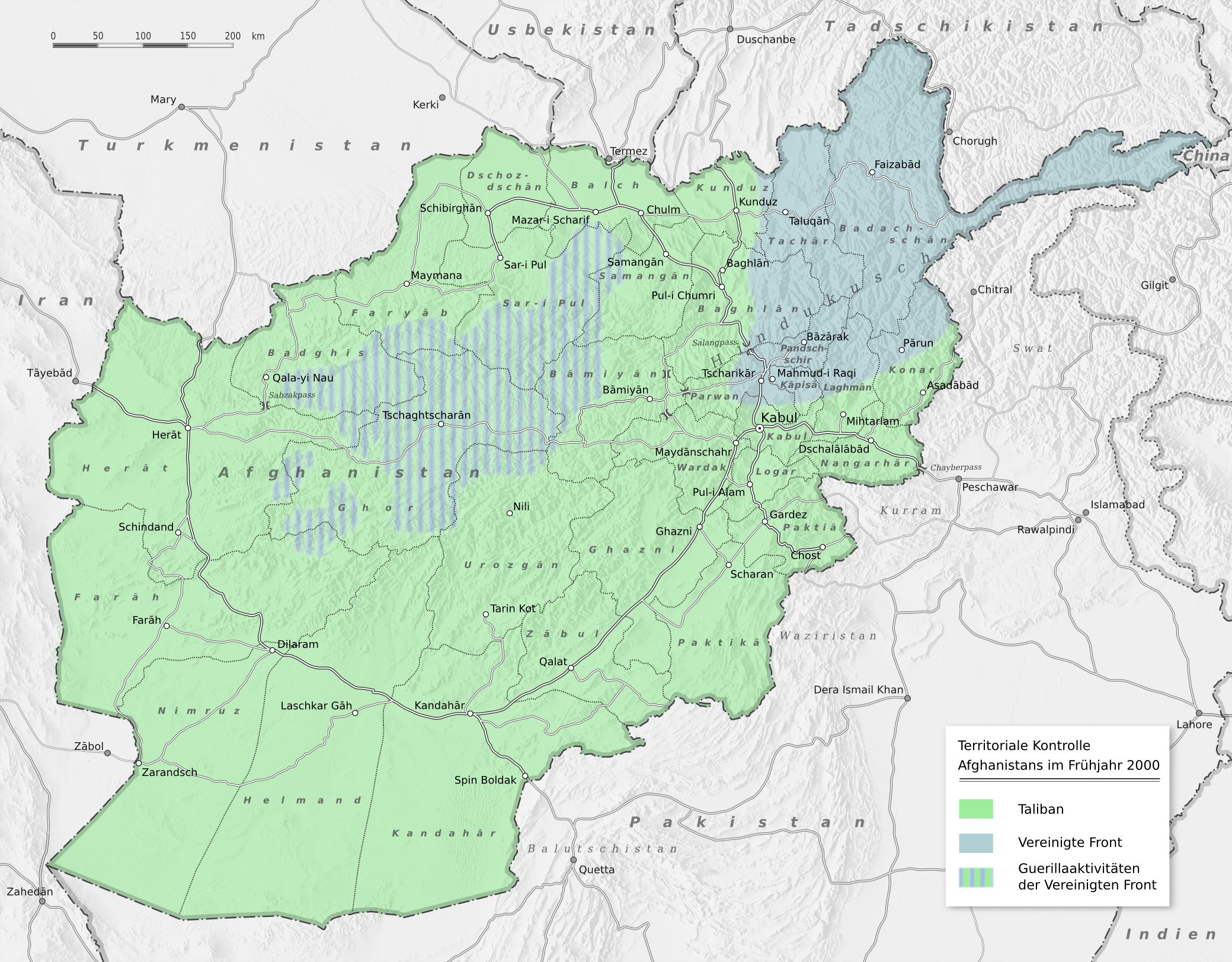
Tra il 1998 e il 2001 i talebani hanno governato intorno al 90% del paese.

All'inizio del 1998 i talebani aumentarono la pressione sugli hazara dell'Afghanistan centrale attraverso un assedio per fame; era la prima volta in 20 anni di guerra che un partito usava la mancanza di cibo come arma. In estate unità talebane osarono avanzare nuovamente da Herat verso le aree controllate da Dostum nel nord e all'inizio di agosto catturarono il quartier generale di Dostum, che era stato trasferito a Shibirghān. Mazar-i Sharif cadde una settimana dopo e Bamiyan, la capitale dell'Hazarajat, un mese dopo. Dopo la cattura di entrambe le città, vi furono massacri sistematici di civili hazara: la Croce Rossa e le Nazioni Unite stimano il numero di civili assassinati dai talebani a oltre 5 000 nella sola Mazar-i Sharif.
Il massacro degli sciiti hazara e l'assassinio di diversi diplomatici iraniani da parte dei talebani a Mazar-i Sharif portarono a una crisi diplomatica con il governo iraniano, che fece prendere posizione sul confine afghano a 250 000 uomini dell'esercito regolare e della Guardia rivoluzionaria. Nonostante singole scaramucce di confine, non vi fu tuttavia alcuna invasione iraniana, per quanto l'Iran continuò ad aumentare le consegne di aiuti a Massoud.
Massoud era l'unico avversario che i talebani non potevano eliminare. Gli scontri militari tra le sue unità e i talebani si spostarono dopo la caduta della capitale nelle aree settentrionali della provincia di Kabul, la pianura di Shomāli. I distretti di Kalakān, Mir Batscha Kot, Qarabāgh e Farza, che fanno parte della pianura di Shomāli, furono quasi ininterrottamente teatro di pesanti combattimenti dal 1996 al 2001. I talebani usarono tattiche di terra bruciata specificamente mirate contro i tagiki; al contrario, le truppe di Massoud attaccarono solo i pashtun sospettati di essere simpatizzanti dei talebani. Molti residenti fuggirono a nord nella valle del Panjshir o a sud nelle baraccopoli di Kabul; secondo le stime delle Nazioni Unite più di 20 000 persone fuggirono dall'area in quattro giorni durante i pesanti combattimenti dell'agosto 1998. Nel luglio 1999, nell'ambito dell'offensiva estiva dei talebani, si verificarono esecuzioni di massa e maltrattamenti sistematici di donne; dopo l'offensiva, le pianure furono praticamente spopolate e le infrastrutture completamente distrutte. Nonostante le loro tattiche brutali, i talebani non furono in grado di controllare la pianura: nel settembre 2001, il fronte era ancora vicino all'aeroporto di Bagram.

### Sviluppo economico dopo il 1996
A causa della fuga della classe intellettuale urbana afghana, sotto i talebani l'amministrazione civile in gran parte crollò. I giuristi islamici scelti dai talebani, che ora erano stati nominati giudici e governatori, facevano del loro meglio per mantenere l'ordine e la giustizia, ma le loro istruzioni venivano solitamente impartite oralmente o sotto forma di note sui documenti che venivano loro presentati. Il nuovo governo non aveva una propria burocrazia nemmeno un anno dopo essere salito al potere.
Nel 1999 e nel 2000 l'Afghanistan subì la peggiore siccità a memoria d'uomo, con il risultato che i raccolti praticamente fallirono; anche per il 2001 si prevedeva a metà anno un rendimento di circa il 40% inferiore ai rendimenti normali. Questa situazione era esacerbata dalla strategia dei talebani di distruggere pozzi e canali di irrigazione per indebolire i nemici nel proprio paese. La carestia ebbe un impatto significativo sulla popolazione, compreso l'aumento della mortalità infantile (circa il 25% prima del quinto anno di vita) e una maggiore disponibilità alla fuga. Dall'estate 2000 all'estate 2001 fuggirono dal paese 700 000 persone, aggiungendosi ai 3 milioni già rifugiati dentro e fuori l'Afghanistan. Il Pakistan, che aveva accolto 2,5 milioni di profughi, era sempre più ostile a chi cercava aiuto. Le condizioni nel campo profughi di Jalozai vennero descritte come insostenibili.
All'inizio degli anni 1990 i rimpatriati dall'esilio, compresi gli afghani "americani", avevano iniziato una redditizia coltivazione di papaveri da oppio. Nel 1997, i talebani ritenevano che la produzione di droga potesse nel frattempo essere tollerata fintanto che la coltivazione fosse destinata esclusivamente all'esportazione, almeno fino a quando la comunità internazionale non avesse fornito agli agricoltori un'alternativa economica. Non vi furono offerte corrispondenti e nel 2000 l'Afghanistan divenne il più grande produttore di oppio al mondo. Solo a partire dal 2001 i talebani costrinsero gli agricoltori a passare alla coltivazione del grano per motivi religiosi e nutrizionali, una decisione arrivata troppo tardi per avere un impatto materiale sul business internazionale della droga afghana, soprattutto dopo che erano state accumulate riserve. Le ultime previsioni fatte nell'estate del 2001 erano che il business dell'oppio dei talebani sarebbe crollato nei successivi anni.

### Reazioni internazionale

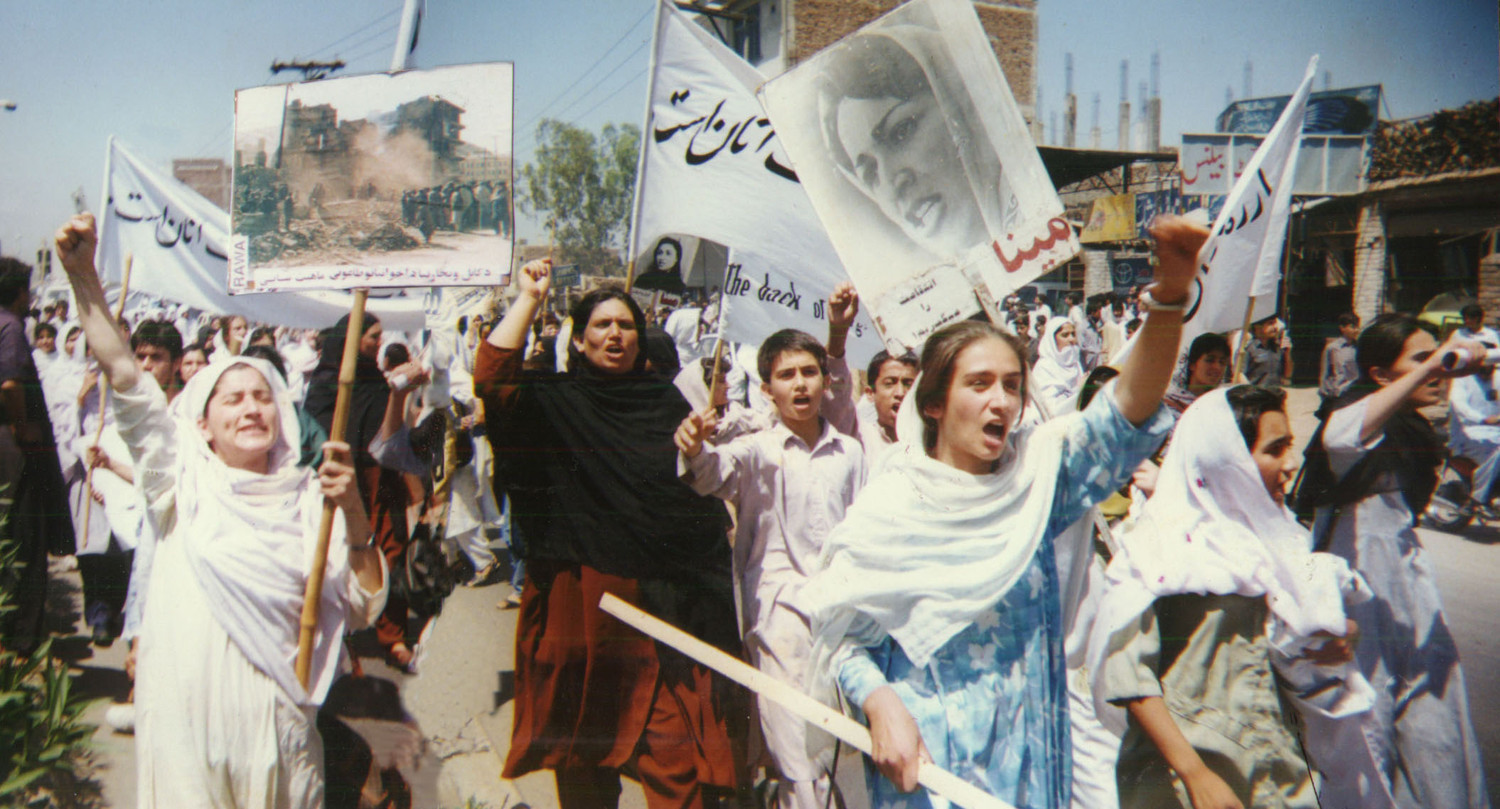
Manifestazione delle donne contro i talebani a Peshawar nel 1998

Se l'ascesa dei talebani aveva ricevuto fino ad allora poca attenzione al di fuori della regione, la conquista di Kabul, la loro politica di genere e l'assassinio di Najibullah furono aspramente condannati a livello internazionale. In contrasto con la conquista di Herat e di altre città, la caduta di Kabul avvenne alla presenza dei media internazionali, davanti agli occhi di un pubblico mondiale inorridito.
Le Nazioni Unite si rifiutarono di consegnare il quartier generale delle Nazioni Unite in Afghanistan al nuovo governo talebano e il governo di fatto impotente di Rabbani continuò ad agire come rappresentante del paese. Le organizzazioni umanitarie delle Nazioni Unite vennero temporaneamente ritirate nell'estate del 1997 in risposta a restrizioni sempre più severe. Ad eccezione dei sostenitori talebani (Pakistan, Arabia Saudita ed Emirati Arabi Uniti) nessuno Stato riconobbe l'emirato islamico dell'Afghanistan dichiarato dai talebani. Di tutti gli stati islamici l'Iran fu il più forte critico della politica di genere dei talebani, e la maggior parte degli altri paesi si espresse al riguardo.
La posizione degli Stati Uniti fu inizialmente ambivalente. L'amministrazione Clinton non sviluppò una strategia coerente per l'Afghanistan dopo il crollo del regime comunista, ma cercò in larga misura di evitare di prendere posizione nel conflitto; da allora la politica statunitense sull'Afghanistan si limitò a regolari appelli a tutte le parti coinvolte per formare un governo unitario. Dopo che i talebani conquistarono Kabul gli Stati Uniti si espressero con una netta condanna, ma all'interno del governo vi erano voci che vedevano i talebani come un'organizzazione anti-iraniana e filo-occidentale che avrebbe potuto aiutare a stabilizzare il paese e frenare la coltivazione dell'oppio. Anche i piani del consorzio CentGas, formato dall'americana Unocal e dalla saudita Delta Oil per costruire un gasdotto attraverso l'Afghanistan dall'Asia centrale al Pakistan, ebbero un ruolo: tale oleodotto faceva parte della strategia statunitense per isolare l'Iran, ma la sua attuazione richiedeva una stabilizzazione della situazione in Afghanistan.

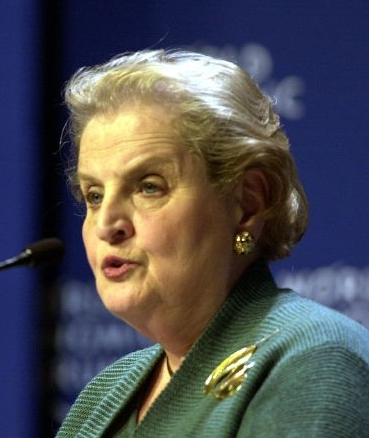
Madeleine Albright avvia una nuova politica nei confronti dei talebani.

Queste dichiarazioni portarono soprattutto il governo iraniano ad accusare i talebani di essere un'organizzazione creata e potenziata dalla CIA. In effetti, l'amministrazione Clinton non fornì ai talebani alcun aiuto finanziario o militare, ma inizialmente diede mano libera agli alleati Pakistan e Arabia Saudita nel loro massiccio sostegno all'organizzazione; allo stesso tempo, gli Stati Uniti si rifiutarono però di soddisfare le richieste pakistane di stabilire relazioni diplomatiche con il governo talebano.
Dal 1997 in poi l'atteggiamento statunitense nei confronti dei talebani cambiò radicalmente. La linea politica inizialmente confusa, che permise ai sostenitori dei talebani di proseguire sotto traccia, fu poi sostituita da una linea decisamente antitetica ai talebani. Questa inversione di marcia nella politica statunitense in Afghanistan iniziò con la nomina di Madeleine Albright a ministro degli esteri, e inizialmente venne guidata principalmente dalle campagne dei gruppi afghani e statunitensi per i diritti delle donne. Nel 1998 il persistente rifiuto dei talebani di scendere a compromessi con gli oppositori politici, il loro fallimento nel controllare la coltivazione dell'oppio e il loro sostegno a bin Laden portarono a un ulteriore inasprimento della politica statunitense nei confronti dell'organizzazione e dei suoi sostenitori in Pakistan. Gli attacchi di rappresaglia contro le strutture di addestramento di al-Qaeda a Khost dopo gli attacchi alle ambasciate statunitensi in Africa nell'agosto 1998 segnarono il punto di svolta nelle relazioni tra i talebani e gli Stati Uniti. Anche Unocal, sotto la pressione statunitense, rinunciò nel dicembre 1998 ai suoi progetti di gasdotti e si ritirò dal consorzio CentGas.

### Bin Laden e la radicalizzazione dei talebani

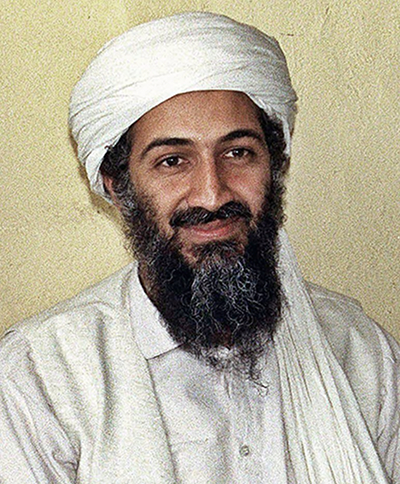
Sotto l'influenza di Osama bin Laden i talebani si radicalizzarono.

Dopo la conquista di Kabul, per la prima volta dagli anni 1980 migliaia di combattenti stranieri si riversarono in Afghanistan, principalmente provenienti da Stati arabi. Le loro unità erano organizzate da Osama bin Laden, tornato in Afghanistan dal Sudan nel maggio 1996 sotto la protezione dei talebani; I talebani fornirono a bin Laden campi di addestramento in cui venivano addestrati combattenti islamisti di tutto il mondo: i combattenti, conosciuti come Arabi-Afghani, sostennero le offensive dei talebani e furono pesantemente coinvolti nei massacri contro gli hazara.
Sotto l'influenza di bin Laden e della sua al-Qaeda wahhabita, i talebani iniziarono a radicalizzarsi ulteriormente. Dopo gli attacchi in Africa nell'agosto 1998, i decreti e i discorsi di Muhammad Omar si rivolsero sempre più al sostegno della jihad globale piuttosto che alla situazione in Afghanistan, e se in precedenza cercava il riconoscimento degli Stati occidentali ora era passato alla linea radicalmente anti-occidentale di al-Qaeda. Quando Omar attaccò il governo saudita nell'autunno del 1998, anche l'Arabia Saudita smise di sostenere i talebani e il Pakistan rimase l'unico alleato dell'organizzazione.
Due elenchi di sanzioni contro i talebani adottati dal Consiglio di sicurezza delle Nazioni Unite nell'ottobre 1999 e nel dicembre 2000 testimoniarono l'avanzato isolamento del regime talebano. Nel 2001 i talebani adottarono misure sempre più radicali contro i non musulmani, e il 10 marzo, nonostante enormi proteste nel mondo islamico, distrussero le statue del Buddha di Bamiyan con cariche esplosive e fuoco di artiglieria. Un mese dopo, Omar emanò un decreto che obbligava sikh e indù a indossare piastrine gialle per identificarli in pubblico come non musulmani, e quell'estate arrestò gli operatori umanitari cristiani. Allo stesso tempo il sostegno pakistano ai talebani cominciò a rivoltarsi contro il suo paese d'origine, dove dal 1998 i partiti neo-talebani stavano guadagnando influenza nel Belucistan e nella provincia della frontiera nordoccidentale e stavano emanando decreti islamisti basati sul modello afghano.
Nonostante la loro radicalizzazione e il loro sostegno retorico agli obiettivi di al-Qaeda, i talebani rimasero in disparte nella jihad globale di bin Laden. Come partito etnocentrico, le proprie attività furono sempre limitate al quadro nazionale, e nel complesso solo pochi afgani si unirono a reti internazionali di jihad come al-Qaeda visto che l'Afghanistan era estraneo alle loro tattiche preferite, come gli attacchi alla popolazione civile e gli attentati suicidi.

## L'intervento degli Stati Uniti (2001-2021)
La presenza di Osama bin Laden e di al-Qaeda in Afghanistan divenne la principale fonte di conflitto con la comunità internazionale e un peso per il governo talebano dal 1998 in poi. Citando l'ospitalità offerta dal codice del Pashtunwali, Mohammed Omar si rifiutò categoricamente di ottemperare alle richieste sempre più insistenti di Stati Uniti, Arabia Saudita e Nazioni Unite per l'estradizione di bin Laden. Le conseguenze della decisione di mettere i jihadisti stranieri sotto la loro protezione furono completamente sottovalutate dai talebani fino all'intervento guidato dagli Stati Uniti nell'ottobre 2001. Sebbene le politiche dei talebani furono fortemente condannate a livello internazionale, nessun paese occidentale fu disposto ad andare oltre gli appelli e le sanzioni in Afghanistan; ma quando dall'Afghanistan venne condotta una jihad globale contro l'unica superpotenza rimasta, il paese tornò al centro della politica mondiale. Eventi che erano al di fuori del controllo dell'organizzazione alla fine portarono al rovesciamento dei talebani.
Il 9 settembre 2001 agenti di al-Qaeda travestiti da giornalisti assassinarono Ahmad Shāh Massoud, il comandante della restante opposizione militare ai talebani. Due giorni dopo, membri di al-Qaeda compirono attentati suicidi che causarono quasi 3 000 morti negli Stati Uniti. Gli Stati Uniti e i loro alleati risposero con un intervento militare contro al-Qaeda e talebani in Afghanistan, e sotto l'enorme pressione statunitense anche il Pakistan ritirò il suo sostegno ai talebani.
Il 7 ottobre 2001 ebbero inizio massicci attacchi aerei statunitensi sulle posizioni dei talebani, mentre le unità del Fronte unito avanzavano a terra; entro dieci settimane dall'inizio dell'intervento, tutte le postazioni dell'organizzazione erano crollate. Lungi dal seguire gli appelli dei talebani per una nuova rivolta contro gli invasori, la maggior parte degli afghani sperò nella protezione delle truppe straniere dai propri governanti screditati e da una nuova caduta nella guerra civile.
Attacchi aerei e delle forze speciali statunitensi appoggiarono le rinnovate offensive dell'Alleanza del Nord che portarono alla riconquista di Kabul il 12 novembre 2001 ed all'abbattimento dello Stato talebano. Fu quindi istituita la nuova "Repubblica islamica dell'Afghanistan", retta dal presidente Hamid Karzai: le forze governative afghane si trovarono però invischiate in una lunga guerriglia contro le residue forze talebane (oltre che contro vari signori della guerra locali e bande criminali), ricevendo quindi assistenza da parte di forze militari della NATO e di altri paesi riunite nella missione International Security Assistance Force (ISAF).

## Gli accordi di Doha e il ritorno dei talebani a Kabul
Nel febbraio del 2020 fu raggiunto un accordo di pace tra le forze alleate a guida della NATO e le forze talebane che prevedeva il ritiro di tutte le forze militari nel Paese dopo meno di un anno. Successivamente, tra maggio ed agosto, iniziò l'avanzata dei talebani per il controllo del territorio. Il 15 agosto del 2021 i talebani entrarono nella città e nel palazzo presidenziale, l'Arg, e rifondano l'Emirato Islamico. I militari dell'operazione Sostegno Risoluto, gli ambasciatori ed i diplomatici abbandonarono le basi con il ponte aereo. Molti cittadini cercarono di entrare nell'aeroporto di Kabul al fine di compiere una disperata fuga.